# Amazon
Pour les articles homonymes, voir Amazon (homonymie).
Pour les articles ayant des titres homophones, voir Amazone.
Amazon [ˈæməˌzɑːn]  (NASDAQ : AMZN) est une multinationale américaine basée à Seattle, dans l'État de Washington.
Fondée par Jeff Bezos en juillet 1994, l'entreprise a été introduite en Bourse au NASDAQ en mai 1997.
L'activité initiale de la société Amazon concernait la vente à distance de livres, avant que la société ne se diversifie dans la vente en ligne de produits culturels et marchands, profitant de l'explosion d'internet.
Progressivement, le groupe se lance agressivement dans de nombreux domaines comme l'informatique, la grande distribution, la production cinématographique, les objets connectés, les cliniques de santé, ou l'industrie militaire.
Son traitement des travailleurs,, ses pratiques fiscales, et son impact négatif sur les petits commerçants, suscitent de nombreuses controverses.
C'est un des géants du Web, regroupés sous l'acronyme GAFAM.
Amazon tire près des deux tiers de son chiffre d'affaires total de l'Amérique du Nord. Aux États-Unis, il est le deuxième plus gros employeur et représente près de 40 % du commerce sur internet.
La filiale française du groupe est ouverte en 2000. En 2016, Amazon devient le premier distributeur non alimentaire en France par le chiffre d'affaires.

## Historique

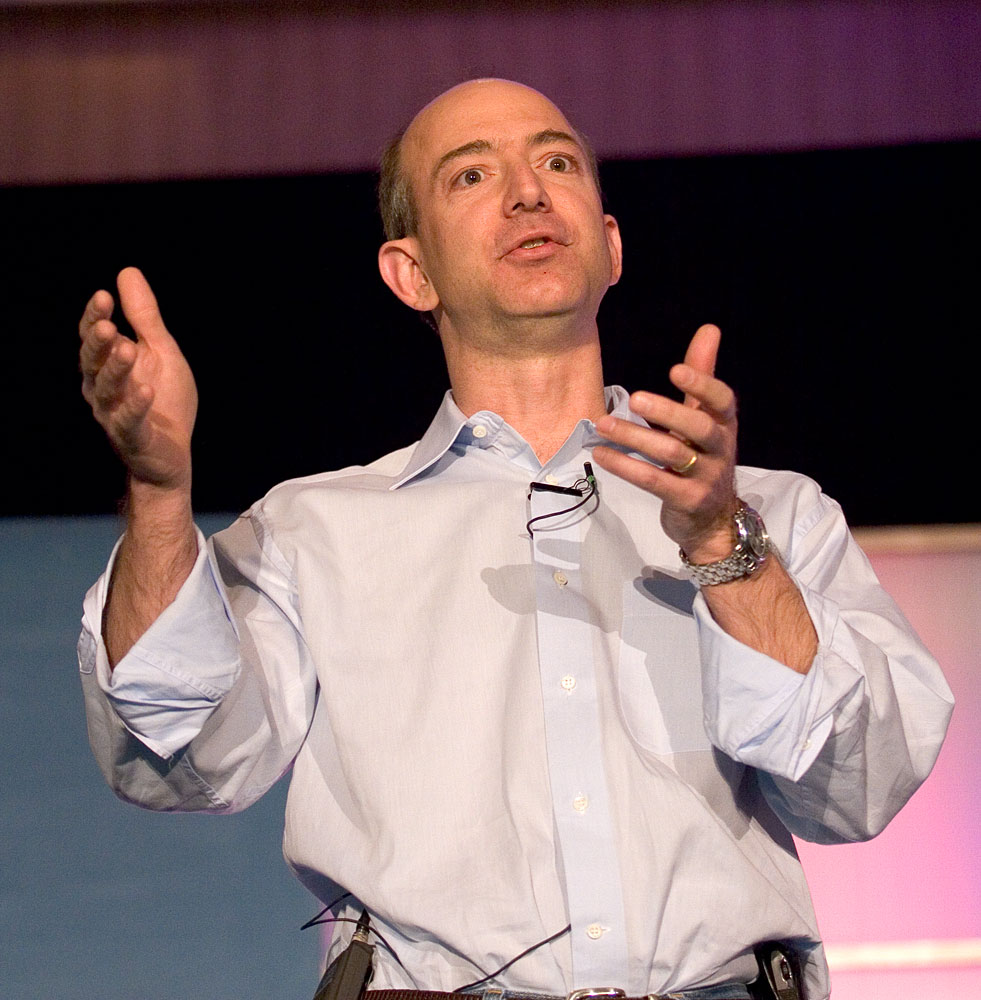
Jeff Bezos en 2005.

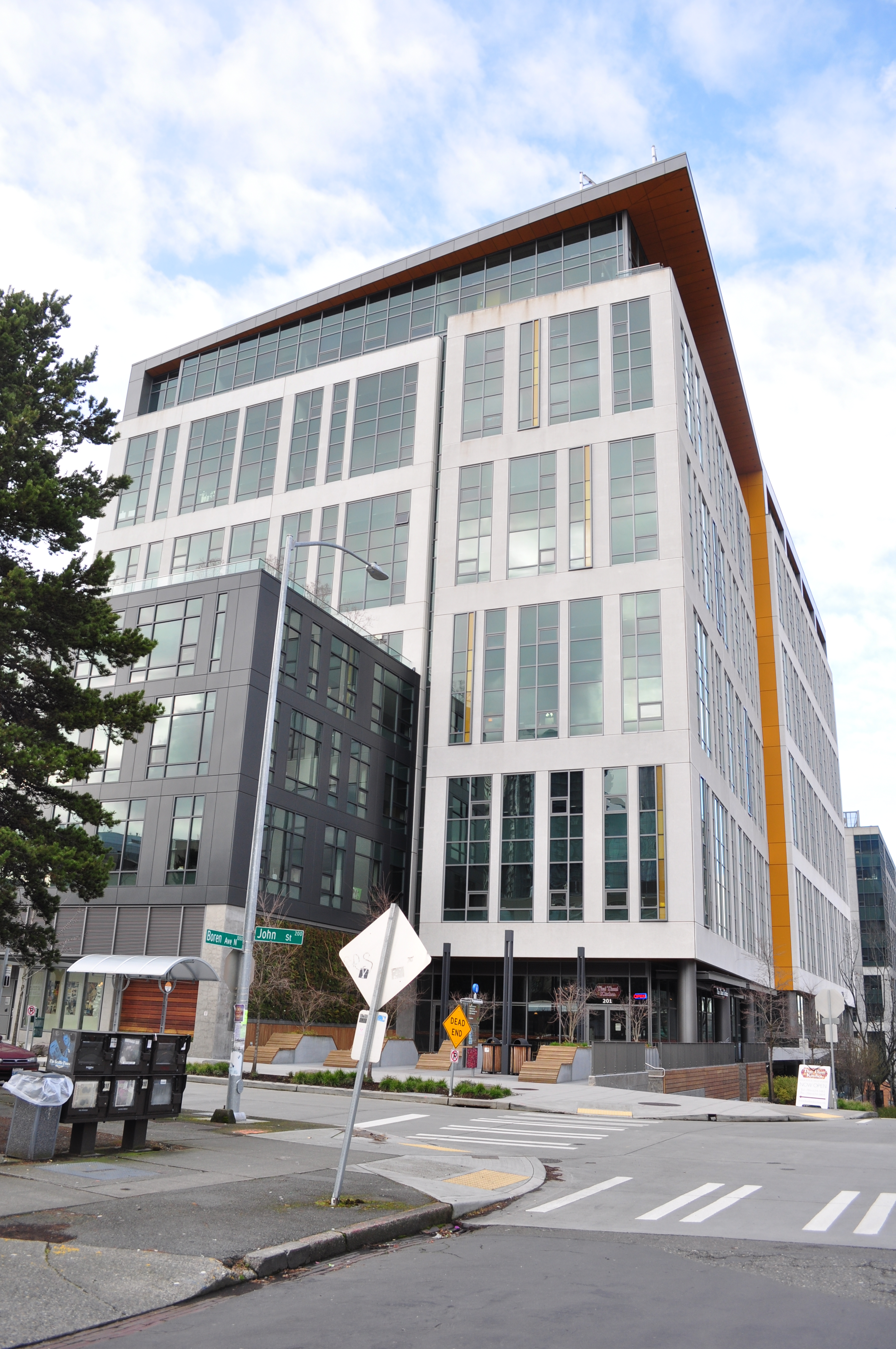
L' « Amazon Arizona Building » de Seattle (Washington, États-Unis) est un campus destiné à former les futurs collaborateurs de la compagnie.

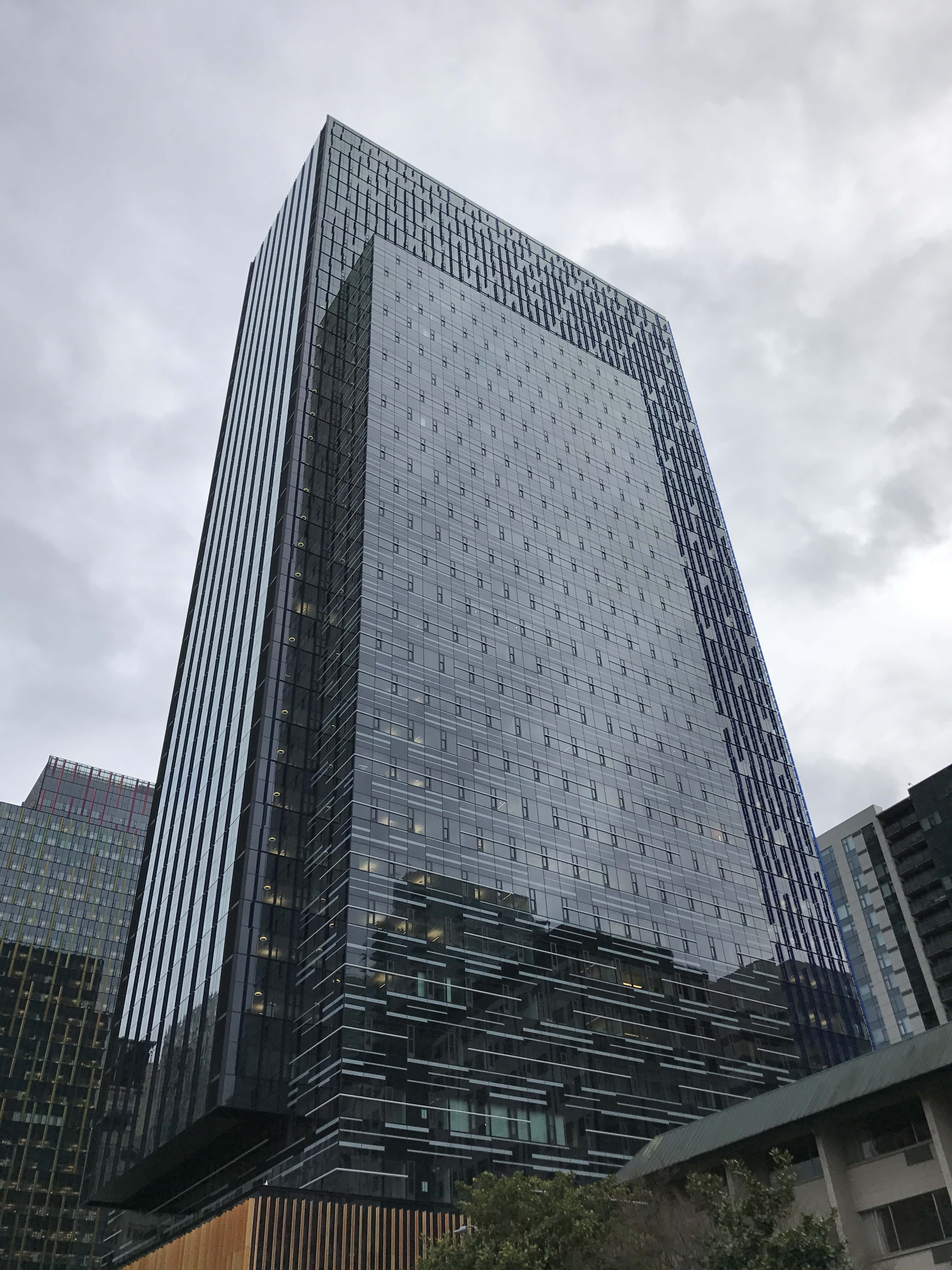
Tour Day 1 à Seattle en janvier 2017.

### Fondation et bulle financière
Le site de vente Amazon a été fondé en 1994 par Jeff Bezos. Celui-ci a déclaré avoir été encouragé à créer l'entreprise pour « minimiser [le] regret » qu'il aurait eu de ne pas avoir profité de la ruée vers l'or des débuts d'Internet. Amazon était un projet d'une librairie en ligne. Alors que les plus grandes librairies physiques et catalogues de vente par correspondance pouvaient proposer jusqu'à 200 000 titres, une librairie en ligne pouvait afficher un catalogue bien plus étoffé. Bezos voulait que le nom de son entreprise commence par un A pour apparaître en tête d'un classement alphabétique. Il a commencé à regarder dans le dictionnaire et s'est arrêté sur Amazon (Amazone) parce que c'était un lieu « exotique et différent » et que le fleuve était considéré comme le plus grand du monde, destinée qu'il souhaitait à son entreprise. Depuis 2000, le logo d'Amazon fait figurer une flèche allant du A au Z formant un sourire qui symbolise la satisfaction du client et indique également que l'entreprise peut tout vendre, de A à Z.
Amazon a ouvert son service le 16 juillet 1995. Le premier article vendu est un livre Fluid Concepts and Creative Analogies (en) de Douglas Hofstadter. Amazon fait son introduction en Bourse le 15 mai 1997. L'action est cotée sous le nom « AMZN » sur le NASDAQ et a un prix de départ de 18 USD.
L'entreprise ne s'attendait pas à réaliser des bénéfices avant quatre ou cinq ans. Sa croissance « lente » a provoqué la colère des actionnaires se plaignant que la compagnie ne fasse pas de profit assez rapidement. Quand la bulle Internet a éclaté et que de nombreuses entreprises Internet ont fait faillite, Amazon a tenu et a finalement réalisé ses premiers bénéfices au dernier trimestre de 2001 : 5 millions de dollars, ou 1 centime par action, sur un chiffre d'affaires de plus d'un milliard. Le bénéfice, bien que modeste, a servi à prouver que le modèle d'entreprise pouvait être rentable. En 1999, le magazine Time a nommé Bezos « personnalité de l'année », soulignant que son entreprise a participé à populariser le commerce en ligne.
Le 12 mai 1997, Barnes & Noble a poursuivi Amazon en justice, jugeant que sa revendication d'être « la plus grande librairie du monde » était fausse, car « [Ce] n'est pas du tout une librairie. C'est un revendeur de livres ». L'affaire a finalement été réglée à l'amiable. Amazon a toutefois continué à se décrire comme « la plus grande librairie du monde ». Le 16 octobre 1998, Walmart a aussi entrepris des poursuites judiciaires, accusant Amazon d'avoir volé des secrets commerciaux en embauchant d'anciens cadres de Walmart. Cette affaire s'est aussi réglée à l'amiable.
En 2006, Amazon se diversifie et lance une gamme de services d'infrastructure informatique Web nommée Amazon Web Services (AWS) basée sur une plate-forme dite informatique en nuage (Cloud computing). AWS propose un ensemble de produits tels que le service de stockage en ligne avec Amazon Simple Storage Service (Amazon S3), la grappe de serveurs à la demande Amazon Elastic Compute Cloud (Amazon EC2), le service de paiement Amazon Flexible Payments Service (en) (FPS), etc.

### Stratégie mondiale et technologique

#### Jusqu'en 2016: croissance technologique
L'un des grands enjeux pour Amazon concerne les conditions et les frais de livraison de ses produits. Le but est de diminuer le temps entre la commande du client sur la plate-forme et la livraison de l'article acheté.
En 2011, Amazon met en place un service de Cloud réservé aux administrations du Gouvernement des États-Unis, appelé GovCloud.
En décembre 2013, Jeff Bezos a présenté au public un système de livraison par drone « Prime Air », système « très écologique » selon lui. Cependant, la réalisation de ce projet risque de prendre un certain temps, tant les obstacles juridiques, techniques et sécuritaires sont importants. Le groupe a cependant annoncé qu'il envisageait de tester son service dès cette année en Inde.
Le 18 juin 2014, Amazon se lance sur le marché des smartphones en commercialisant le Fire Phone. C'est un échec commercial, et la commercialisation de l'appareil cesse en septembre 2015.
Jeff Bezos, annonce, le 28 juillet 2014, que l'entreprise se lance dans l'impression 3D,. Ce secteur en expansion a un fort potentiel pour l'avenir d'Amazon, selon le CEO. La compagnie a, pour l'instant, un choix de plus de 200 objets imprimables et la possibilité d'offrir un choix varié de matériaux. Elle offre aussi aux clients le choix de la taille de l'objet et de sa couleur.
En novembre 2014, le groupe a commencé des essais grandeur nature de livraison par drone dans son centre de recherche de Cambridge au Royaume-Uni. Deux postes pour des ingénieurs aéronautiques aptes à piloter les drones ont d'ailleurs été ouverts. En février 2015, aux États-Unis, l'Autorité fédérale de l'aviation (Federal Aviation Administration) a rejeté le projet « Prime Air Drone », interdisant le vol des drones hors de la vue de leur pilote. Les drones étaient prévus avec une autonomie de 80 kilomètres et devaient pouvoir livrer des colis pesant jusqu'à 20 kilos.
Par ailleurs, le groupe teste actuellement un nouveau service de livraison par taxi en Californie avec l'application de commande de taxis Flywheel. Le principe est simple : Amazon commande un taxi qui livre 10 produits dans l'heure. Le but de cette manœuvre est de limiter les frais de livraison, faire preuve d'une plus grande flexibilité, livrer rapidement et devancer les concurrents dans la « quête » de la livraison le jour même.
Dans sa recherche de nouveaux clients, Amazon a signé, depuis 2014, plusieurs partenariats avec différentes universités : Purdue University, University of Massachusetts Amherst et University of California Davis. Le site a mis en place des boutiques en ligne pour les étudiants afin de leur permettre d'acquérir leurs manuels. Par ailleurs, des casiers ont été installés sur le campus des universités pour permettre aux étudiants de récupérer leur commande sans frais de livraison.
Le 9 octobre 2015, Amazon ouvre une plate-forme de vente en ligne de produits artisanaux, « Handmade at Amazon ». L'objectif est de concurrencer directement Etsy.
En décembre 2015, alors que la chanson du mouvement anti-immigration PEGIDA compte parmi les musiques les plus téléchargées sur la plate-forme, Amazon Allemagne annonce vouloir faire don des bénéfices de cette chanson aux réfugiés. PEGIDA, de son côté, avait déclaré que les bénéfices qu'elle retirerait de la chanson seraient consacrés à l'aide aux sans-abri allemands.

#### Depuis 2016: l'entreprise géante
En avril 2016 est annoncée, sur le blog officiel d'Amazon, la nomination de deux nouveaux CEO aux côtés de Jeff Bezos, Jeff Wilke et Andy Jassy, aux postes respectifs de CEO Worldwide Consumer et CEO Amazon Web Services.
Le 28 septembre 2016, Google, Facebook, IBM, Microsoft et Amazon officialisent, dans un communiqué commun, la création du « Partnership on Artificial Intelligence to Benefit People and Society » (« Partenariat pour l’intelligence artificielle au bénéfice des citoyens et de la société »). Ce partenariat prendra la forme d’une organisation à but non lucratif qui « mènera des recherches, recommandera de bonnes pratiques et publiera les résultats de ses recherches sous une licence ouverte ».
Le 14 décembre 2016, Amazon annonce l’extension de Prime Video, son service de vidéo en ligne, à 200 pays. Avec ce service, Amazon compte concurrencer Netflix à l’échelle mondiale.
En juillet 2017, Amazon atteint une capitalisation historique de 510 milliards de dollars et rejoint, ainsi, les entreprises dont la valeur en Bourse dépasse 500 milliards de dollars, comme Apple, Alphabet et Microsoft.
En novembre 2017, la capitalisation boursière d'Amazon, pendant le Black Friday, enregistre 586 milliards de dollars.
En novembre 2018, Amazon annonce la construction d'un deuxième siège social divisé entre les agglomérations de New York et de Washington, regroupant 25 000 emplois et un investissement de 2,5 milliards de dollars ; un troisième siège, d'une taille nettement plus petite, sera également construit à Nashville.
En 2018, Amazon est la plus chère des grandes sociétés mondiales, avec 840 milliards de dollars de capitalisation boursière. L'entreprise compte plus de 500 000 employés.
En 2018, Amazon a bénéficié, en Europe, de 241 millions d'euros de crédits d'impôts.
En 2019, des milliers d'employés d'Amazon signent une lettre demandant à leur direction de mieux prendre en compte la question du réchauffement climatique et d'agir afin de réduire ses émissions de gaz à effet de serre. Toutefois, les actionnaires rejettent la proposition lors d'un conseil d'administration.
Des grèves ont lieu dans des entrepôts d'Amazon aux États-Unis et en Allemagne, en juillet 2019, contre le « stress » quotidien et l'« enfer » des promotions.
En novembre 2019, Nike annonce cesser la vente directe de ses produits sur la plate-forme e-commerce d'Amazon, principalement en raison des contrefaçons.
Fin septembre 2020, Amazon annonce la sortie d'un drone de surveillance domestique, une caméra volante qui devrait être commercialisée en 2021.
Le Dash Cart, créé par Amazon est un chariot intelligent truffé de caméras et de capteurs qui permet d'éviter le passage à la caisse. En décembre 2020, Amazon annonce la sortie de ce chariot qui scanne les courses de manière automatique.
En novembre 2022, face à la crise économique, le groupe licencie environ 10.000 employés. Chiffre revu à la hausse en janvier 2023 pour atteindre le chiffre de 18 000 employés licenciés. Ce plan social est complété en mars 2023 par 9000 autres suppressions d'emplois.
Le 6 octobre 2023, Amazon effectue le premier lancement de son projet d'internet par satellite dénommée Kuiper.

### Suprématie mondiale au sein des «GAFAM»
Amazon devient l'acteur principal du commerce en ligne (étant accessible partout dans le monde, sauf en Chine où l'État lui a refusé l’accès à son marché) et l’un des noms constitutifs de l’acronyme « GAFAM » (Google, Apple, Facebook, Amazon, Microsoft) pour désigner les géants du Web. En 2021, selon les estimations de la firme eMarketer, l'entreprise contrôle 41 % des ventes en ligne aux États-Unis et 22 % en France, loin devant ses concurrents. Elle devient le deuxième employeur aux États-Unis avec 1,4 million de salariés, derrière le géant de la distribution Walmart. Les importations chinoises constituent entre 40 % et 60 % des références des produits vendus sur Amazon.
La pandémie de Covid-19 renforce encore la domination d’Amazon sur le commerce mondial en raison des confinements imposés et de la peur de sortir de son domicile : en 2020, le groupe augmente de près de 40 % son chiffre d’affaires mondial (386 milliards de dollars) et son bénéfice fait plus que doubler (21,3 milliards de dollars). Sa capitalisation boursière est alors de près de 1 800 milliards de dollars, soit une valeur proche du produit intérieur brut de l’Italie. Cependant, l'image publique du groupe s'abîme à mesure que la richesse du groupe et de son fondateur augmente, en raison des critiques envers sa domination écrasante, ses méthodes de management, le modèle de consommation qu'il porte et ses technologies de surveillance.
En juillet 2021, Jeff Bezos quitte son poste de directeur général et est remplacé par Andy Jassy, qui a bâti la filiale Amazon Web Services et est proche de Jeff Bezos depuis le début des années 2000.
En mars 2022, Amazon annonce la fermeture de toutes ses 68 boutiques physiques incluant les marques Amazon Pop Up, Amazon Books, Amazon 4-star.

### Acquisitions et prises de participation
- 1998 : PlanetAll, Junglee[75],[76], Bookpages.co.uk (devenu Amazon UK le 15 octobre 1998[77])
- 1999 : IMDb[78], Alexa, Accept.com, Exchange.com[79]
- 2003 : CDNow[80]
- 2004 : Joyo.com (site chinois de commerce électronique)[81]
- 2005 : BookSurge[82], Mobipocket.com[83],[84], CreateSpace.com
- 2006 : Shopbop[85]
- 2007 : dpreview.com (site d'avis sur le matériel photographique), Brilliance Audio[86]
- 2008 : Audible.com, Fabric.com[87], Box Office Mojo[88], Shelfari[89], AbeBooks (librairie en ligne spécialiste des livres anciens)[90], Reflexive Entertainment[91]
- 2009 : Zappos (vendeur de chaussures en ligne)[92], Lexcycle[93], SnapTell[94]
- 2010 : Touchco[95], BuyVIP, Diapers.com, Woot[96], Amie Street
- 2011 : Lovefilm[97], Yap (application de transcription de messages vocaux pour téléphones mobiles)[98], The Book Depository[99], Pushbutton[100]
- 2012 : Kiva Systems[101]
- 2014 : Double Helix[102], Colis Privé (à hauteur de 25 % du capital)[103], Twitch[104], Rooftop Media[105].
- 2015 : Colis privé[106] (avant d'y renoncer[107]), Orbeus Inc.[108]

En 2017, Amazon acquiert, pour un montant non dévoilé, Souq, une entreprise de distribution par Internet présente dans le Moyen-Orient, région où Amazon est jusqu'alors peu présent. La même année, Amazon annonce l'acquisition d'une participation de 23 % dans Plug Power, un fabricant américain de piles à combustible à hydrogène. Le 16 juin 2017, Amazon annonce le rachat de Whole Foods Market pour 13,7 milliards de dollars et entre de plein fouet dans la distribution alimentaire, notamment de produits frais, en acquérant plus de 460 magasins.
Le 27 février 2018, Amazon officialise pour un milliard de dollars le rachat de Ring, une start-up américaine fabriquant des sonnettes et des caméras de surveillance connectées. Une gamme de produits qu’Amazon compte mettre à profit pour livrer les achats de ses clients à l’intérieur de leur domicile et ainsi éviter les vols,. En juin 2018, Amazon annonce l'acquisition de Pillpack, une entreprise de vente en ligne de produits pharmaceutiques, pour un montant non dévoilé.
En juin 2020, Amazon annonce l'acquisition de Zoox, spécialisée dans les véhicules autonomes, pour 1 milliard de dollars. En décembre 2020, Amazon annonce le rachat de Wondery, plateforme indépendante de podcast américaine créée en 2016, également courtisée par Spotify. Le montant exact n'est pas révélé.
En mars 2022, Amazon annonce l'acquisition de MGM pour 8,5 milliards de dollars. En juillet 2022, Amazon annonce l'acquisition One Medical, une entreprise gestion de clinique privée pour 3,9 milliards de dollars. En août 2022, Amazon annonce vouloir acquérir iRobot, entreprise concevant le Roomba, pour 1,7 milliard de dollars. En janvier 2024, Amazon annonce renoncer au rachat d'iRobot n'étant pas certain d'obtenir le feu vert de la Commission européenne.
À la suite d'une considérable augmentation de ses colis traités, Amazon doit optimiser leur logistique. En conséquence, l'entreprise entame une collaboration avec Hawaiian Airlines, pour une durée initiale de huit ans. La compagnie aérienne exploitera en 2024, pour acheminer les colis d'Amazon, dix A330-300 convertis en cargo, à partir de l'aéroport international de Cincinnati-Northern Kentucky. Le premier vol d'après cette collaboration a eu lieu le 2 octobre 2023.

## Actionnariat, Finances, Gouvernance

### Actionnaires
Liste des principaux actionnaires au 13 novembre 2021 :
| Nom                                                | Actions    | %    |
| -------------------------------------------------- | ---------- | ---- |
| Jeff Bezos                                         | 50 533 149 | 9,98 |
| The Vanguard Group                                 | 30 907 168 | 6,10 |
| MacKenzie Bezos                                    | 17 404 224 | 3,44 |
| T. Rowe Price Associates (Investment Management)   | 16 173 783 | 3,19 |
| SSgA Funds Management                              | 15 963 398 | 3,15 |
| Fidelity Management & Research                     | 14 593 446 | 2,88 |
| BlackRock Fund Advisors                            | 9 307 013  | 1,84 |
| Geode Capital Management                           | 6 749 351  | 1,33 |
| Northern Trust Investments (Investment Management) | 4 840 325  | 0,96 |
| Norges Bank Investment Management                  | 4 567 893  | 0,90 |

### Conseil d'administration
En 2023, le conseil d'administration se compose des personnes suivantes :
| Nom                    | Statut                                | Description |
| ---------------------- | ------------------------------------- | --- |
| Jeff Bezos             | Président du Conseil d'Administration | Fondateur de Amazon                                                                                              |
| Andy Jessy             | CEO de Amazon                         | CEO de Amazon choisi par Jeff Bezos Ancien directeur de Amazon Web Services                                      |
| Keith Alexander        | Administrateur                        | Général de l'armée américaine Ancien patron de la National Security Agency (NSA)                                 |
| Edith W. Cooper        | Administratrice                       | Cadre dirigeante de Goldman Sachs Membre du conseil d'administration de PepsiCo                                  |
| Jamie S. Gorelick      | Administratrice                       | Avocate d'affaires chez Wilmer Cutler Pickering Hale and Dorr LLP Membre du conseil d'administration de VeriSign |
| Daniel P. Huttenlocher | Administrateur                        | Chercheur en informatique Directeur du Schwarzman College du Massachusets Institute of Technology                |
| Judith A. McGrath      | Administratrice                       | Ancienne patronne du groupe MTV Networks                                                                         |
| Indra K. Nooyi         | Administratrice                       | CEO de Pepsico entre 2006 et 2018                                                                                |
| Jonathan J. Rubinstein | Administrateur                        | Co-directeur du Hedge Fund Bridgewater Associates depuis 2010                                                    |
| Patricia Q. Stonesifer | Administratrice                       | Ancienne présidente de Martha's Table                                                                            |
| Wendell P. Weeks       | Administrateur                        | CEO de Corning Incorporated                                                                                      |

### Finances
L'étendue de ses activités et les acquisitions d'entreprises régulières par Amazon rendent les comptes difficiles à analyser rapidement. Ses principales données financières en 2023 sont les suivantes :
| Chiffres en milliards de dollars. Source : Zone Bourse             | Chiffres en milliards de dollars. Source : Zone Bourse | Chiffres en milliards de dollars. Source : Zone Bourse | Chiffres en milliards de dollars. Source : Zone Bourse | Chiffres en milliards de dollars. Source : Zone Bourse | Chiffres en milliards de dollars. Source : Zone Bourse |
| ------------------------------------------------------------------ | ------------------------------------------------------ | ------------------------------------------------------ | ------------------------------------------------------ | ------------------------------------------------------ | ------------------------------------------------------ |
|                                                                    | 2018                                                   | 2019                                                   | 2020                                                   | 2021                                                   | 2022                                                   |
| Chiffre d'affaires (CA)                                            | 232,88                                                 | 280,52                                                 | 386,06                                                 | 469,82                                                 | 513,98                                                 |
| Excèdent Brut d'Exploitation (EBE)                                 | 33,47                                                  | 43,39                                                  | 57,28                                                  | 71,99                                                  | 75,05                                                  |
| Résultat d'exploitation                                            | 12,42                                                  | 14,54                                                  | 22,89                                                  | 24,87                                                  | 12,24                                                  |
| Marge d'exploitation (Résultat d'exploitation / CA)                | 5,33%                                                  | 5,18%                                                  | 5,93%                                                  | 5,30%                                                  | 2,38%                                                  |
| Résultat net                                                       | -2,02                                                  | 11,58                                                  | 21,33                                                  | 33,36                                                  | -2,72                                                  |
| Marge nette (Résultat net / CA)                                    | 4,33%                                                  | 4,13%                                                  | 5,53%                                                  | 7,10%                                                  | -0,53%                                                 |
| Total des actifs                                                   | 147 051                                                | 193 948                                                | 273 222                                                | 370 876                                                | 441 596                                                |
| Dont capitaux propres                                              | 35 629                                                 | 52 804                                                 | 77 732                                                 | 115 825                                                | 142 141                                                |
| Rentabilité des capitaux propres (Résultat Net / Capitaux propres) | 28,3%                                                  | 21,9%                                                  | 27,4%                                                  | 28,8%                                                  | -1,92%                                                 |

### Modèle d'entreprise
Longtemps, Amazon.com a perdu de l'argent à chaque livre vendu en raison de ses importants investissements pour s'étendre, notamment parce que l'entreprise devait constituer sa propre base de données ex nihilo, en assurant la description bibliographique complète et la numérisation de chaque document mis à la vente. En juillet 2005, Amazon a lancé sa section française de l'électronique, vendant des articles tels que des téléviseurs LCD.[réf. nécessaire]
En 2006, Amazon se diversifie et lance une gamme de services d'infrastructure informatique Web nommée Amazon Web Services (AWS) basée sur une plate-forme dite informatique en nuage (Cloud computing). AWS propose un ensemble de produits tels que le service de stockage en ligne avec Amazon Simple Storage Service (Amazon S3), la grappe de serveurs à la demande Amazon Elastic Compute Cloud (Amazon EC2), le service de paiement Amazon Flexible Payments Service (en) (FPS), etc.

### Direction
En juin 2023, les plus hauts dirigeants de Amazon sont les personnes suivantes :
| Nom                 | Fonction                                                                             |
| ------------------- | ------------------------------------------------------------------------------------ |
| Jeff Bezos          | Président exécutif du conseil d'administration (Executive Chairman)                  |
| Andy Jassy          | CEO                                                                                  |
| Brian T. Olsavsky   | Directeur financier (CFO)                                                            |
| David Zapolsky      | Directeur du lobbying - Directeur juridique (Global Public Policy & General Counsel) |
| Douglas Herrington  | Directeur mondial des opérations (CEO, Worldwide Amazon Stores)                      |
| Shelley L. Reynolds | Directrice mondiale du contrôle de gestion (Worldwide Controller)                    |
| Adam Selipsky       | Directeur de Amazon Web Services (CEO, AWS)                                          |

## Présence dans le monde
En 2017, la société emploie 541 900 personnes dans le monde et a établi, outre le site originel américain (ouvert le 16 juillet 1995), des sites spécifiques pour l'Allemagne (15 octobre 1998), le Royaume-Uni (15 octobre 1998), la France (31 août 2000), le Japon (31 octobre 2000), le Canada (25 juin 2002), la Chine (7 septembre 2004), l'Italie (23 novembre 2010), l'Espagne (14 septembre 2011), l'Inde (2 février 2012), le Brésil (6 décembre 2012), le Mexique (29 août 2013), l'Australie (12 novembre 2013), les Pays-Bas (ouvert le 12 novembre 2014), la Turquie (ouvert le 4 décembre 2015) et enfin Singapour (ouvert le 27 juillet 2017).

### Amazon en France

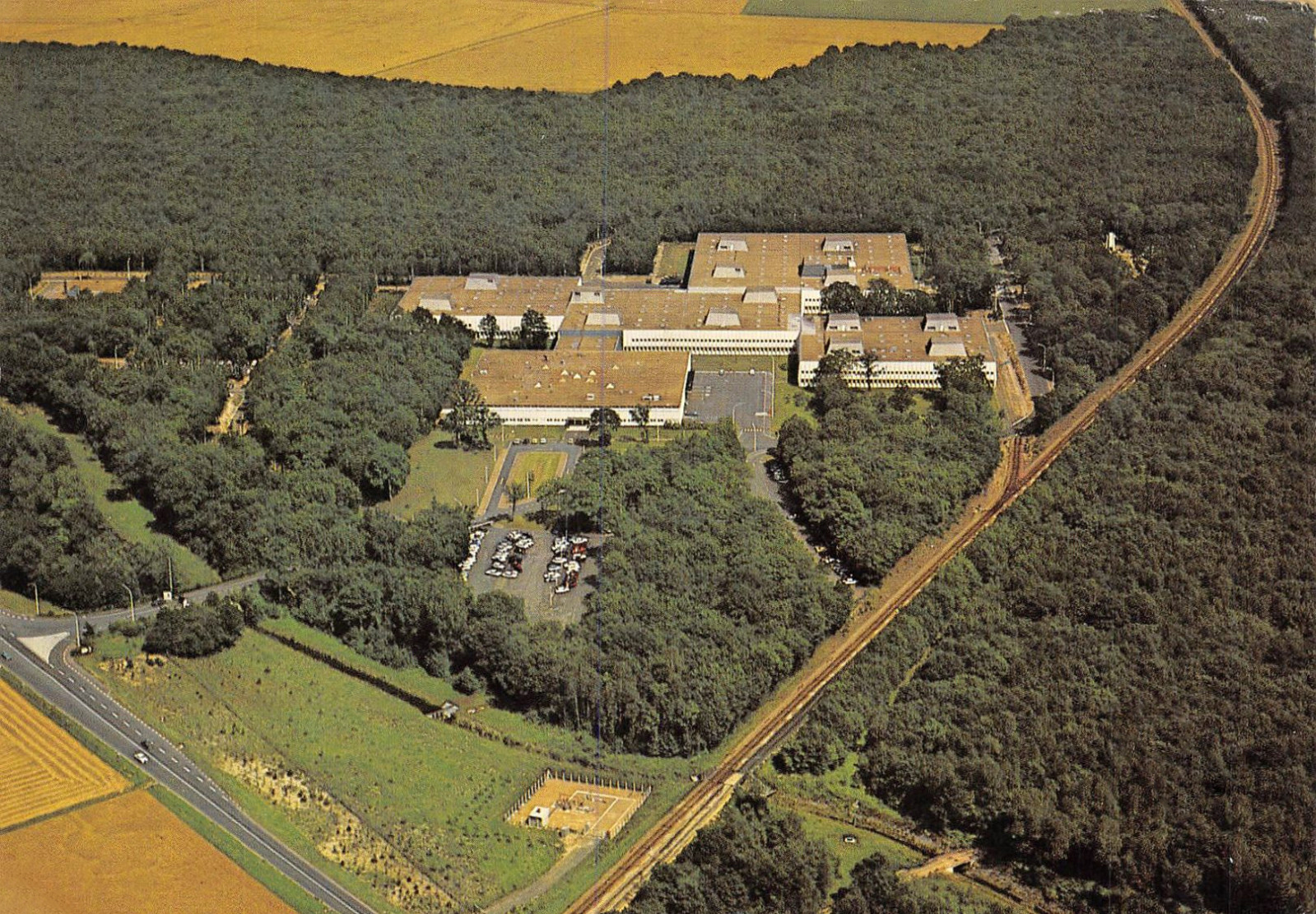
Ancien site IBM-Lexmark à Boigny-sur-Bionne, et premier entrepôt d'Amazon France.

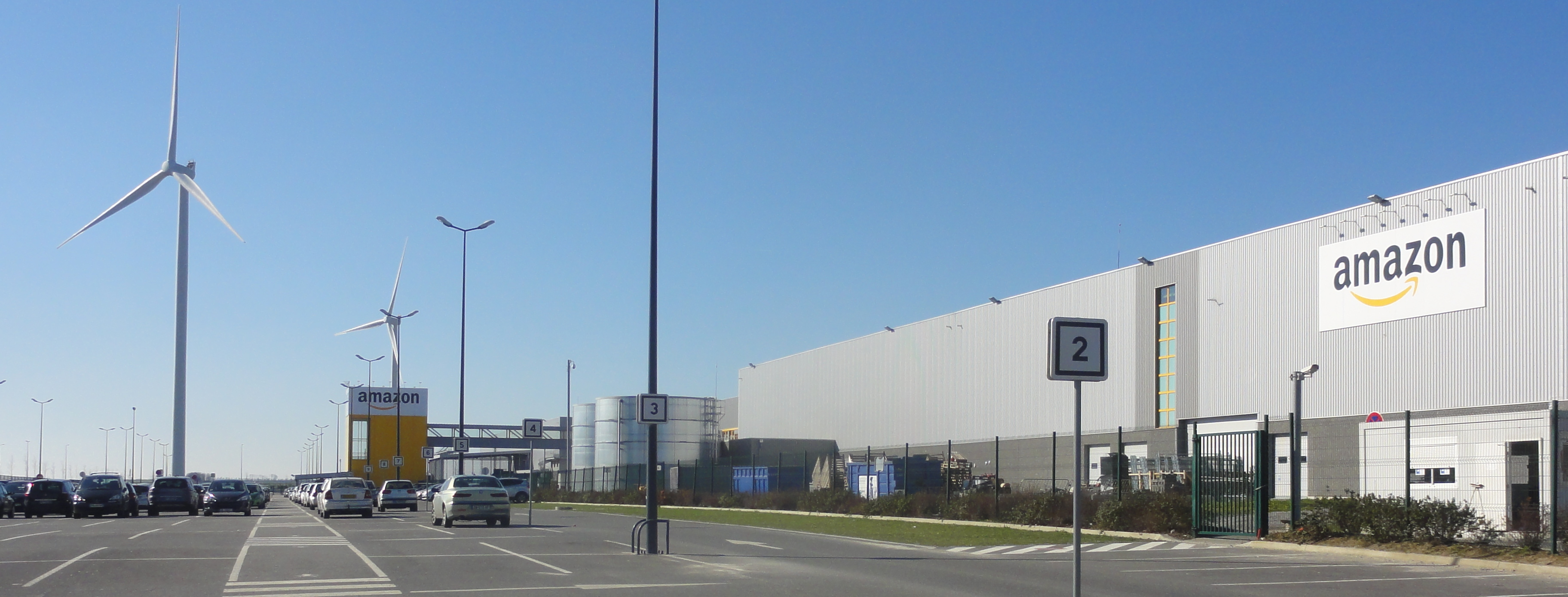
Centre de distribution LIL1 à Lauwin-Planque, dans le Nord, en France.

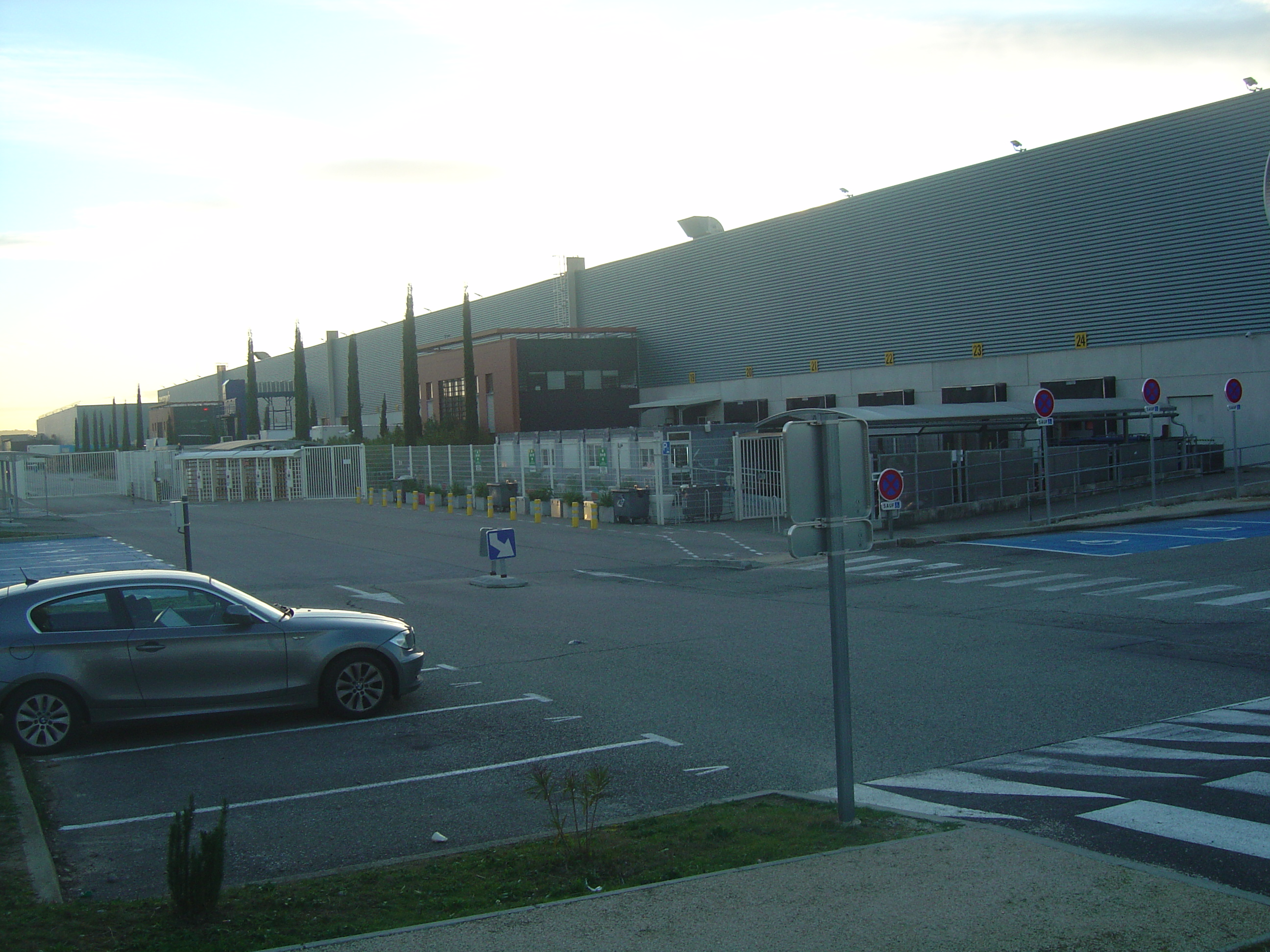
Centre de distribution MRS1 à Montélimar.

Amazon s'est implanté en France en 2000. L'ancien site d'IBM-Lexmark — Les Trois Arches —, à Boigny-sur-Bionne, dans le Loiret, a été le premier entrepôt français d'Amazon,,. Se trouvant à l'étroit, Amazon a déménagé à Saran, toujours dans la métropole orléanaise, en 2007.
Le siège social d'Amazon pour la France est situé à Clichy. L'actuel directeur général d’Amazon France est Frédéric Duval. Le réseau logistique français est composé de six centres de distribution, situés à Saran (Loiret), Montélimar (Drôme), Sevrey (Saône-et-Loire), Lauwin-Planque (Nord), Boves (Somme) et le site de Brétigny-sur-Orge (Essonne) ouvert depuis octobre 2019. Ces six centres totalisent une superficie de 485 000 m2 (48,5 ha),. Le géant américain projette également un site entrepôt qui ouvrira courant 2020 sur le parc d’activités des Portes de Senlis à Senlis, d'une superficie de 50 000 m2 et pourvoyant 500 emplois.
En février 2017, Amazon France compte 5 000 salariés et annonce vouloir faire 1 500 nouvelles embauches en CDI d'ici la fin de l'année 2017.
En mai 2017, Amazon ouvre à Clichy un centre de recherche sur les drones de livraison ; douze ingénieurs y sont employés avec, pour objectif, de créer un logiciel de gestion de trafic pour le projet « Prime Air ».
En avril 2019, Casino annonce un partenariat avec Amazon, lui permettant de distribuer ses produits sur la plate-forme internet d'Amazon et l'installation de casiers de livraison en France dans les magasins de Casino.
En 2021, Amazon projette d'avoir 14 500 salariés en France, après l'ouverture du centre de distribution d'Augny, près de Metz.
Malgré un vote favorable en 2020 de la commune de Petit-Couronne, Amazon renonce en 2022 à la mise en place d'un entrepôt dans la métropole de Rouen. Les pertes sont estimés à 600 000 euros de recettes fiscales et entre 1 000 et 1 800 emplois.
| Commune               | Département       | Superficie | Ouverture      | Type                           | Adresse                                                              |
| --------------------- | ----------------- | ---------- | -------------- | ------------------------------ | -------------------------------------------------------------------- |
| Clichy                | Hauts-de-Seine    | 12 000 m2  | 2017           | Corporate Office               | 67 boulevard du Général-Leclerc 92110 Clichy                         |
| Bonneuil-sur-Marne    | Val-de-Marne      | 13 000 m2  | 2017           | Amazon Logistics               | 36 rue du Moulin-Bateau 94380 Bonneuil-sur-Marne                     |
| Augny                 | Moselle           | 186 000 m2 | 2021           | Amazon Logistics               | 1 rue de la Croix de Lorraine 57685 Augny                            |
| Avion                 | Pas-de-Calais     | 9 400 m2   | 2020           | Amazon Logistics               | 14 rue des Atrebates 62210 Avion                                     |
| Boves                 | Somme             | 107 000 m2 | octobre 2017   | Fulfillment Center             | 1 avenue du Superbe-Orénoque 80440 Boves                             |
| Brétigny-sur-Orge     | Essonne           | 142 000 m2 | octobre 2019   | Fulfillment Center             | ex-base aérienne 217 20 Centre essais en vol 91220 Bretigny-sur-Orge |
| Courbevoie            | Hauts-de-Seine    | 2 700 m2   | 2017           | Amazon Web Services            | 31 place des Corolles 92400 Courbevoie                               |
| Lauwin-Planque        | Nord              | 90 000 m2  | 2013           | Fulfillment Center Sort Center | Rue de la Plaine 59553 Lauwin-Planque                                |
| Le Blanc-Mesnil       | Seine-Saint-Denis | 10 000 m2  | 2017           | Amazon Logistics               | 1 rue Robert-Brémond 93150 Le Blanc-Mesnil                           |
| Saint-Priest          | Rhône             | 6 100 m2   | 2018           | Amazon Logistics               | 913 avenue des Temps-Modernes 69800 Saint-Priest                     |
| Montélimar            | Drôme             | 36 000 m2  | août 2010      | Fulfillment Center             | Rue Joseph-Lagarde ZAC Les Portes de Provence 26200 Montélimar       |
| Paris                 | Paris             | 4 000 m2   | 2016           | Prime Now                      | 3 boulevard Ney 75018 Paris                                          |
| Sainghin-en-Mélantois | Nord              | 10 000 m2  | mars 2017      | Amazon Logistics               | 1343 rue des Hauts-de-Sainghin 59262 Sainghin-en-Mélantois           |
| Saran                 | Loiret            | 70 000 m2  | 2007           | Fulfillment Center Sort Center | 1401 rue du Champ-Rouge 45770 Saran                                  |
| Satolas-et-Bonce      | Isère             | 34 000 m2  | septembre 2019 | Amazon Logistics               | 91 rue des Combes 38290 Satolas-et-Bonce                             |
| Senlis                | Oise              | 47 701 m2  | septembre 2020 | Fulfillment Center             | Parc d'activités des Portes de Senlis 60300 Senlis                   |
| Sevrey                | Saône-et-Loire    | 40 000 m2  | septembre 2012 | Fulfillment Center             | Parc d'Activité du Val de Bourgogne 71100 Sevrey                     |
| Strasbourg            | Bas-Rhin          | 5 000 m2   | 2017           | Amazon Logistics               | 9 rue Livio 67100 Strasbourg                                         |
| Toulouse              | Haute-Garonne     | 7 500 m2   | 2018           | Amazon Logistics               | 124 route d'Espagne 31100 Toulouse                                   |
| Vélizy-Villacoublay   | Yvelines          | 13 000 m2  | 2018           | Amazon Logistics               | 3 rue Marcel-Dassault 78140 Vélizy-Villacoublay                      |

| Clichy Saran Montélimar Sevrey Lauwin-Planque Boves Senlis (Oise) Brétigny-sur-Orge Metz Toulouse Bonneuil-sur-Marne Bouc-Bel-Air Courbevoie Le Blanc-Mesnil Saint-Priest Sainghin-en-Mélantois Satolas-et-Bonce Strasbourg Vélizy-Villacoublay |

En septembre 2022, Amazon Web Services décide de dépenser 5,3 milliards d'euros en France sur la période 2022-2031.

### Amazon au Canada
Au Québec, province du Canada, 33 % des adultes québécois effectuent entre un et cinq achats par mois sur Amazon, et 2 % six achats ou plus.
Intelcom est l'une des principales sociétés canadiennes de livraison de colis en provenance d'Amazon.
Amazon annonce en janvier 2025 la fermeture de ses sites au Québec d'ici deux mois. Cette décision survient dans un contexte marqué par la syndicalisation des employés d'un entrepôt situé à Laval, une initiative qu'Amazon a tenté de contrecarrer sans succès. Toutefois, l'entreprise n'a pas confirmé que cette syndicalisation était la raison de ces fermetures. Selon Radio-Canada, la société canadienne Intelcom pourrait désormais assurer la livraison des colis dans la province.

### Sites Internet
Les sites vitrines d'Amazon localisés, entre lesquels la sélection et le prix diffèrent, sont définis par le domaine de premier niveau et le code du pays :
| Région           | Pays                | Nom de domaine | Lancement         |
| ---------------- | ------------------- | -------------- | ----------------- |
| Asie             | Japon               | amazon.co.jp   | 31 octobre 2000   |
| Asie             | Chine               | amazon.cn      | 7 septembre 2004  |
| Asie             | Inde                | amazon.in      | 2 février 2012    |
| Asie             | Turquie             | amazon.com.tr  | 4 décembre 2015   |
| Asie             | Émirats arabes unis | amazon.ae      | mai 2019          |
| Asie du Sud-Est  | Singapour           | amazon.sg      | 27 juillet 2017   |
| Europe           | France              | amazon.fr      | 31 août 2000      |
| Europe           | Allemagne           | amazon.de      | 15 octobre 1998   |
| Europe           | Italie              | amazon.it      | 23 novembre 2010  |
| Europe           | Pays-Bas            | amazon.nl      | 12 novembre 2014  |
| Europe           | Suède               | amazon.se      | 28 octobre 2020   |
| Europe           | Espagne             | amazon.es      | 14 septembre 2011 |
| Europe           | Royaume-Uni         | amazon.co.uk   | 15 octobre 1998   |
| Europe           | Pologne             | amazon.pl      | 2 mars 2021       |
| Europe           | Belgique            | amazon.com.be  | 18 octobre 2022   |
| Amérique du nord | Canada              | amazon.ca      | 25 juin 2002      |
| Amérique du nord | Mexique             | amazon.com.mx  | 29 août 2013      |
| Amérique du nord | États-Unis          | amazon.com     | 16 juillet 1995   |
| Océanie          | Australie           | amazon.com.au  | 12 novembre 2013  |
| Amérique du sud  | Brésil              | amazon.com.br  | 6 décembre 2012   |

## Biens et services
- Amazon Dash
- AmazonFresh (en)
- Amazon Prime
- Amazon Web Services
- Alexa
- Amazon Appstore
- Amazon Drive (en)
- Echo
- Kindle
- Fire tablets
- Amazon Fire TV
- Prime Video
- Kindle Store (en)
- Amazon Music
- Amazon Music Unlimited (en)
- Amazon Digital Game Store (en)
- Amazon MGM Studios
- Amazon Luna

### Liseuse Kindle
En novembre 2007, Amazon commercialise son propre lecteur de livres numériques, appelé Kindle. Le Kindle se décline également sous la forme d'une application pour ordinateur personnel, sur iPhone ou téléphones Android, ce qui permet de lire les livres électroniques dont on a acquis une licence de lecture sur différentes plates-formes (les fichiers numériques restant la propriété d'Amazon, qui peut les supprimer de la liseuse du consommateur à tout moment).

### Plate-forme MarketPlace Amazon
Depuis le 7 novembre 2003, Amazon propose aussi aux particuliers, comme aux vendeurs spécialisés, de mettre en vente leurs propres objets, à condition que ces derniers soient référencés dans le catalogue Amazon, via la plate-forme « MarketPlace ». Pour la France, Amazon prélève une commission sur le prix de vente, des frais de gestion, ainsi qu'une commission fixe par objet, et prélève également, en conformité avec la loi, une taxe sur la valeur ajoutée. En février 2013, Amazon annonce l'augmentation unilatérale de 50 % des commissions prélevées sur la vente des articles culturels. Ainsi, par exemple, sur chaque livre vendu, depuis le 4 avril, un vendeur affilié voit soustraits des frais de gestion variant de 0,45 € (contre 0,30 € auparavant) à 3,99 € + 15 % du total (contre 10,44 % auparavant). À ce total vient encore s'ajouter un forfait de 1,14 € correspondant à l'abonnement mensuel au service. Depuis le premier janvier 2015, c'est le taux de TVA du pays d'implantation qui s'applique aux transactions finalisées, augmentant encore le coût du service.

## Opérations

### Logistique

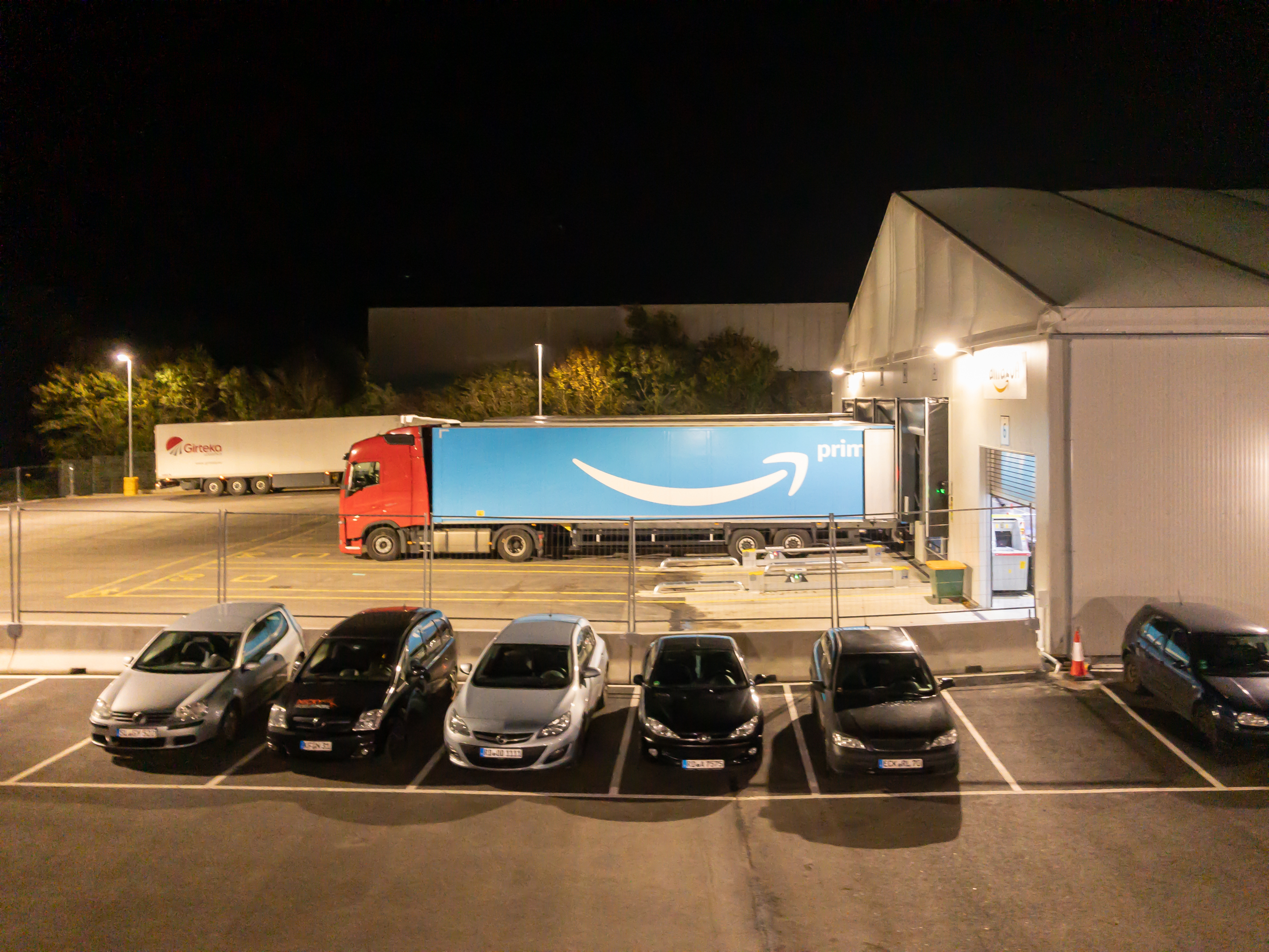
Camion des services de transport d'Amazon à une station de livraison Amazon Logistics

Amazon utilise de nombreux services de transport différents pour livrer des colis. Les services de marque Amazon incluent :
- Amazon Air, une compagnie aérienne de fret pour le transport en vrac, avec la livraison du dernier kilomètre effectuée soit par Amazon Flex, Amazon Logistics ou le service postal américain.

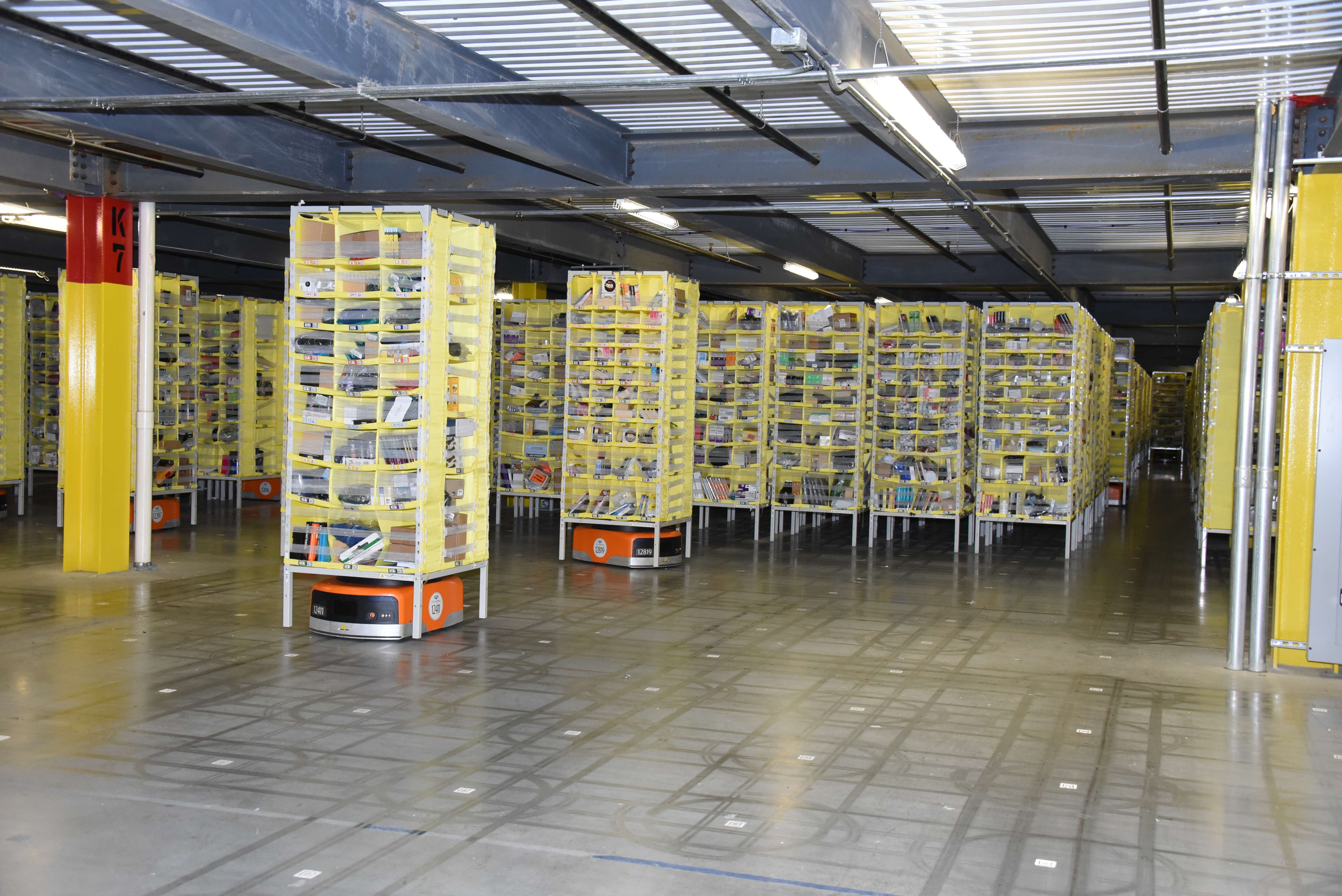
Robots du centre de traitement des commandes d'Amazon Robotics déplaçant des étagères de picking

- Amazon Flex, une application pour smartphone qui permet à des particuliers d'agir en tant que sous-traitants indépendants, livrant des colis aux clients à partir de véhicules personnels sans uniformes. Les livraisons incluent des commandes Prime Now d'une ou deux heures, des courses d'Amazon Fresh le jour même ou le lendemain, et des commandes standard d'Amazon.com, en plus des commandes des magasins locaux qui sous-traitent avec Amazon[180].
- Amazon Logistics, dans lequel Amazon contracte avec de petites entreprises (qu'il appelle « Partenaires de service de livraison » ) pour effectuer les livraisons aux clients. Chaque entreprise dispose d'une flotte d'environ 20 à 40 camionnettes aux couleurs d'Amazon, et les employés des sous-traitants portent des uniformes Amazon. En décembre 2020, ce service opère aux États-Unis, au Canada, en Italie, en Allemagne, en Espagne et au Royaume-Uni[181].
- Amazon Prime Air est un service expérimental de livraison par drone qui livre des colis via des drones aux abonnés Amazon Prime dans certaines villes. Amazon emploie directement des personnes pour travailler dans ses entrepôts, ses centres de distribution en gros, ses sites « Amazon Hub Locker+ » et ses stations de livraison où les conducteurs viennent chercher les colis. En décembre 2020, elle n'embauche pas de conducteurs de livraison en tant qu'employés[182]. Rakuten Intelligence a estimé qu'en 2020 aux États-Unis, la proportion des livraisons du dernier kilomètre était de 56 % par les services directement contractés par Amazon (principalement dans les zones urbaines), 30 % par le US Postal Service (principalement dans les zones rurales), et 14 % par UPS[183]. En avril 2021, Amazon a rapporté à ses investisseurs avoir augmenté sa capacité de livraison interne de 50 % au cours des 12 derniers mois (ce qui comprenait la première année de la pandémie de Covid-19 aux États-Unis)[184].

### Chaîne d'approvisionnement
- Amazon a lancé son réseau de distribution en 1997 avec deux centres de traitement des commandes à Seattle et à New Castle, Delaware. Amazon dispose de plusieurs types d'installations de distribution comprenant des centres de transit, des centres de traitement des commandes, des centres de tri, des stations de livraison, des hubs Prime Now et des hubs Prime Air. Il y a 75 centres de traitement des commandes et 25 centres de tri avec plus de 125 000 employés[185],[186]. Les employés sont responsables de cinq tâches de base : déballer et inspecter les marchandises entrantes ; stocker les marchandises et enregistrer leur emplacement ; prélever les marchandises de leurs emplacements enregistrés par ordinateur pour constituer un envoi individuel ; trier et emballer les commandes ; et expédier. Un ordinateur qui enregistre l'emplacement des marchandises et trace les itinéraires pour les préparateurs joue un rôle clé : les employés portent des ordinateurs portables qui communiquent avec l'ordinateur central et surveillent leur rythme de progression. Certains entrepôts sont partiellement automatisés avec des systèmes construits par Amazon Robotics[187]. En septembre 2006, Amazon a lancé un programme appelé FBA (Fulfillment By Amazon) par lequel elle pouvait gérer le stockage, l'emballage et la distribution de produits et services pour les petits vendeurs[188]. En France, les marchandises sont transportées dans les entrepôts à l'aide de black totes, des bacs noirs[189].

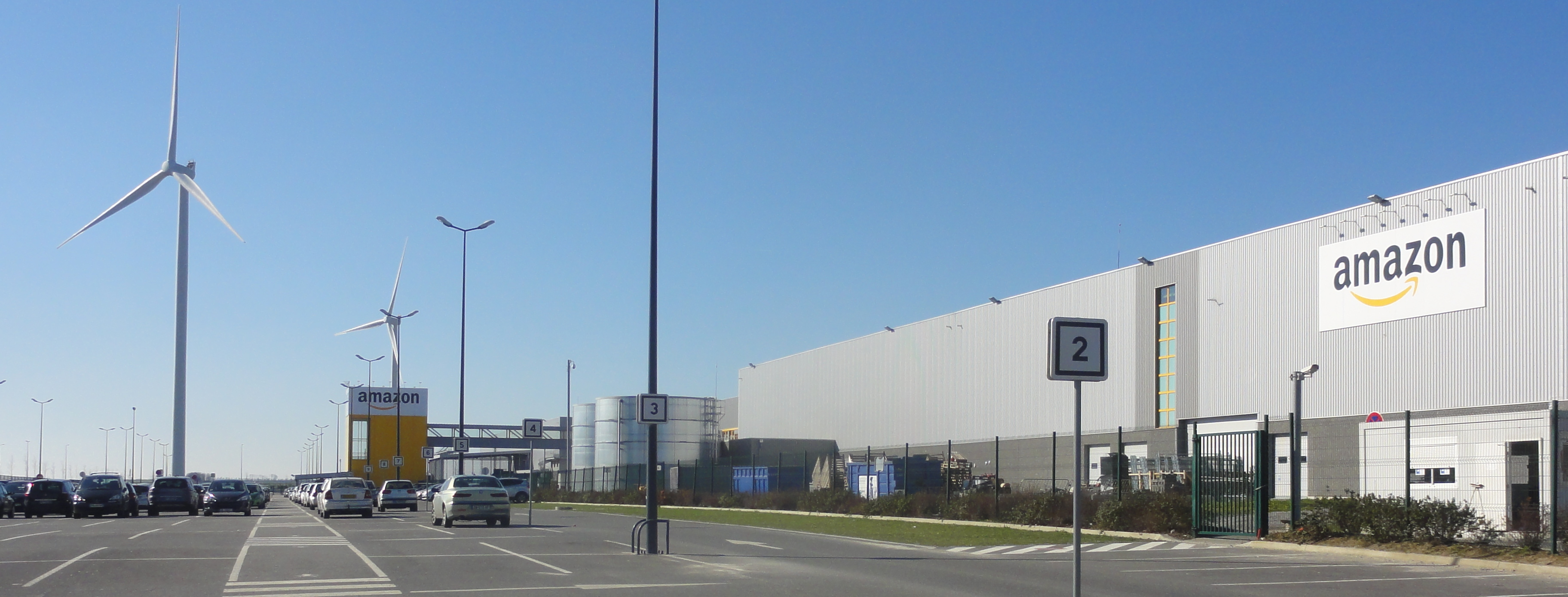
Centre de traitement des commandes d'Amazon.fr à Lauwin-Planque, France
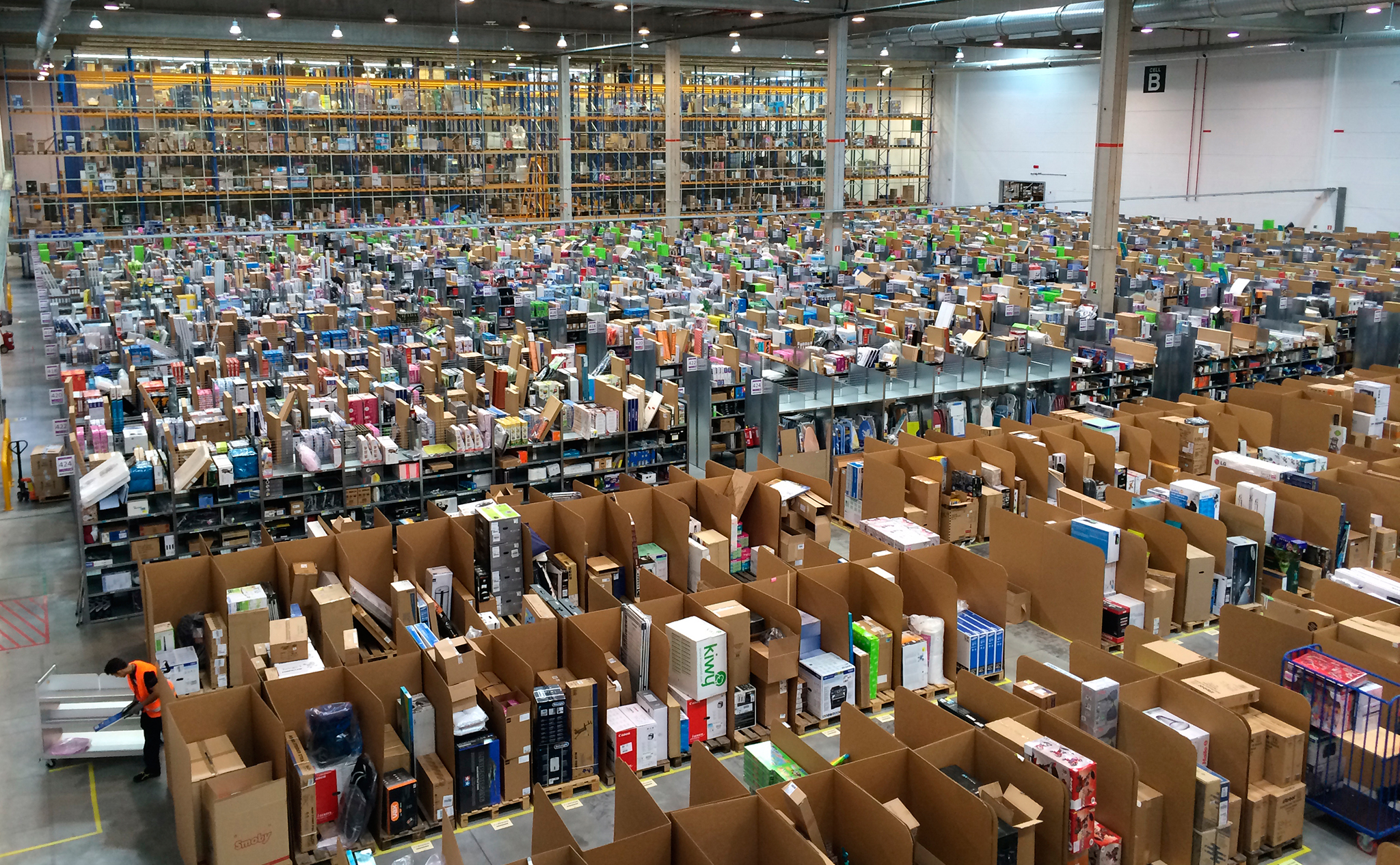
Centre de traitement des commandes d'Amazon.es à San Fernando de Henares, Espagne
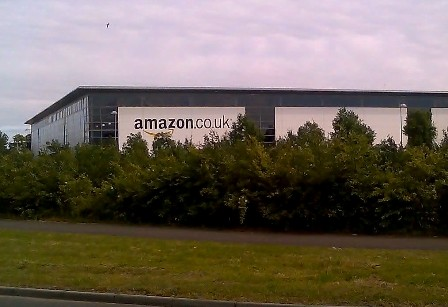
Centre de traitement des commandes d'Amazon.co.uk à Glenrothes, Écosse, Royaume-Uni
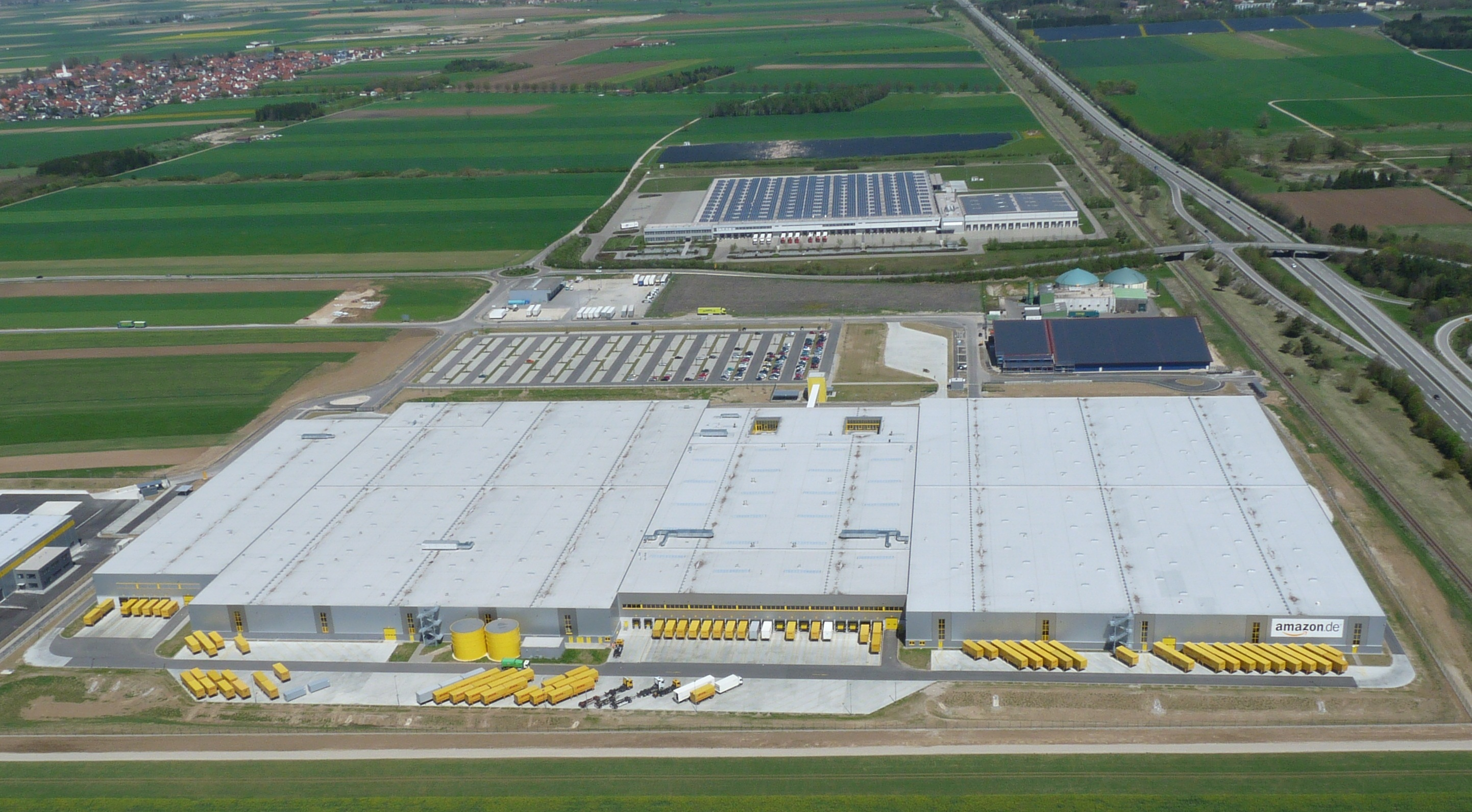
Centre de traitement des commandes d'Amazon.de à Graben, Allemagne
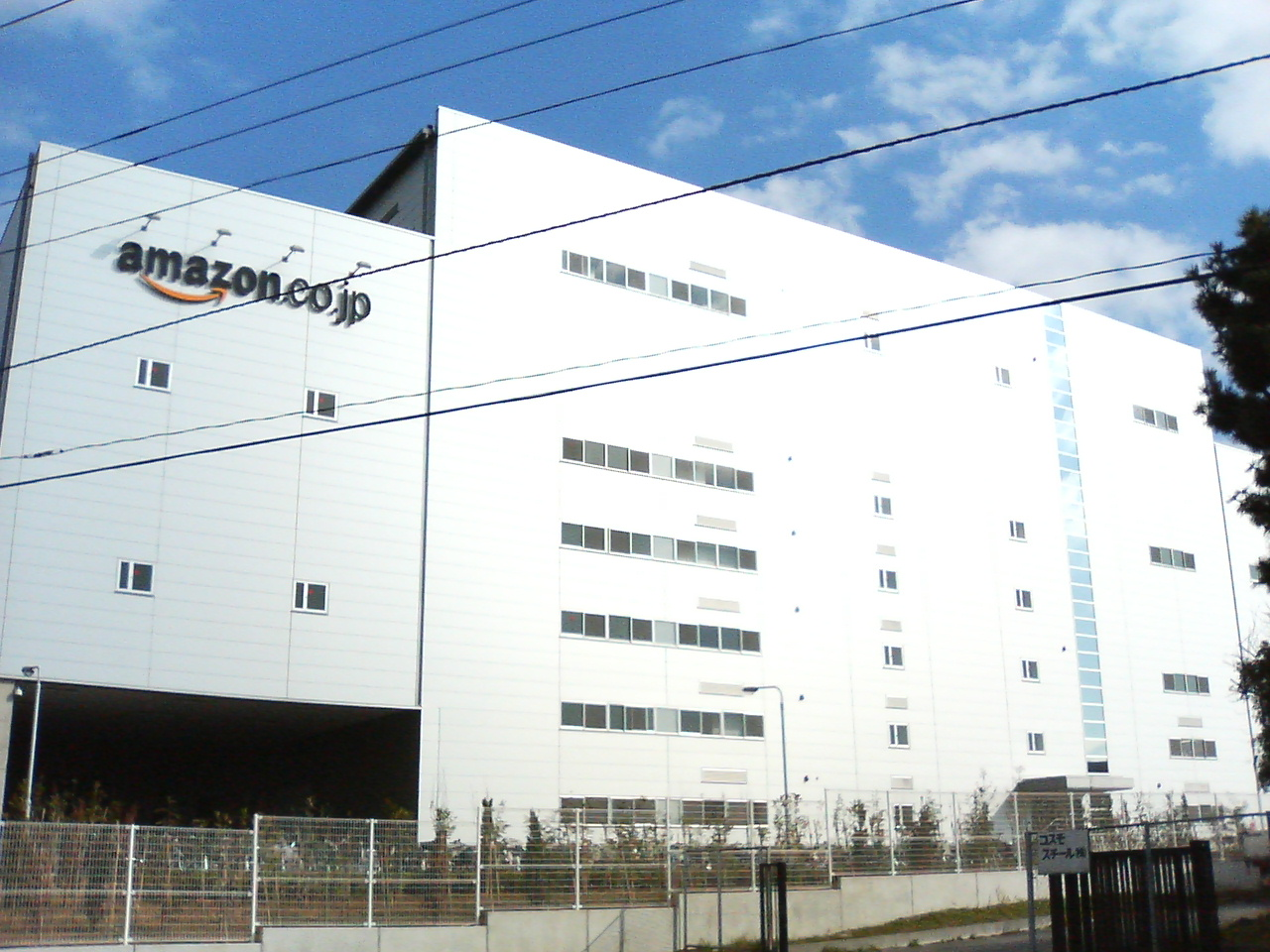
Centre de traitement des commandes d'Amazon.co.jp à Ichikawa, Japon
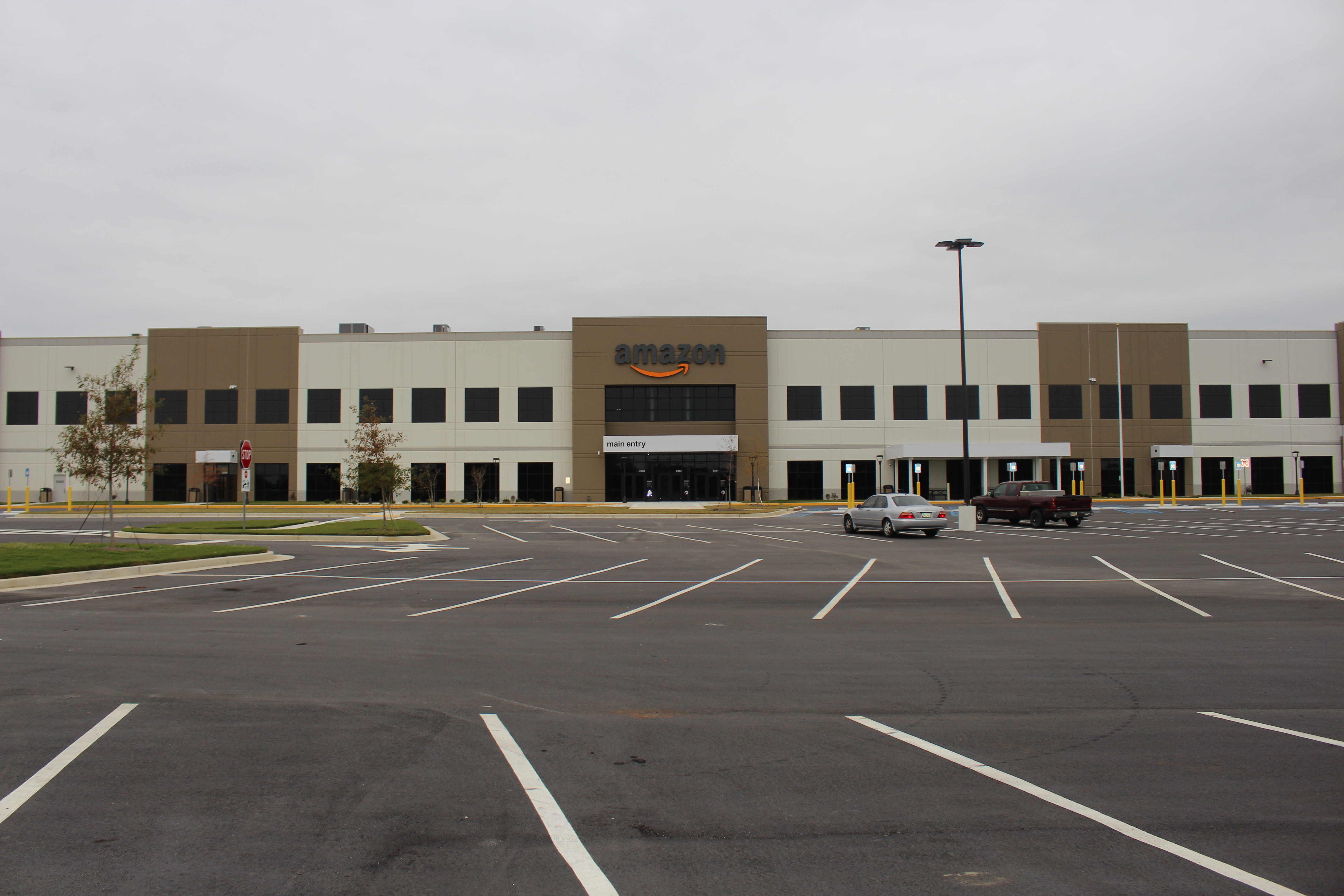
Centre de traitement des commandes d'Amazon aux Macon, Géorgie, États-Unis

### Amazon Mechanical Turk
Amazon Mechanical Turk (AMT, en français « Turc mécanique d'Amazon ») est un service de micro-travail lancé par Amazon fin 2005. C'est une plate-forme Web de crowdsourcing qui vise à faire effectuer par des humains, contre rémunération, des tâches plus ou moins complexes. Les tâches en question doivent être dématérialisées ; il s'agit souvent d'analyser ou de produire de l'information dans des domaines où l'intelligence artificielle est encore trop peu performante, par exemple l'analyse du contenu d'images.

### Amazon Video

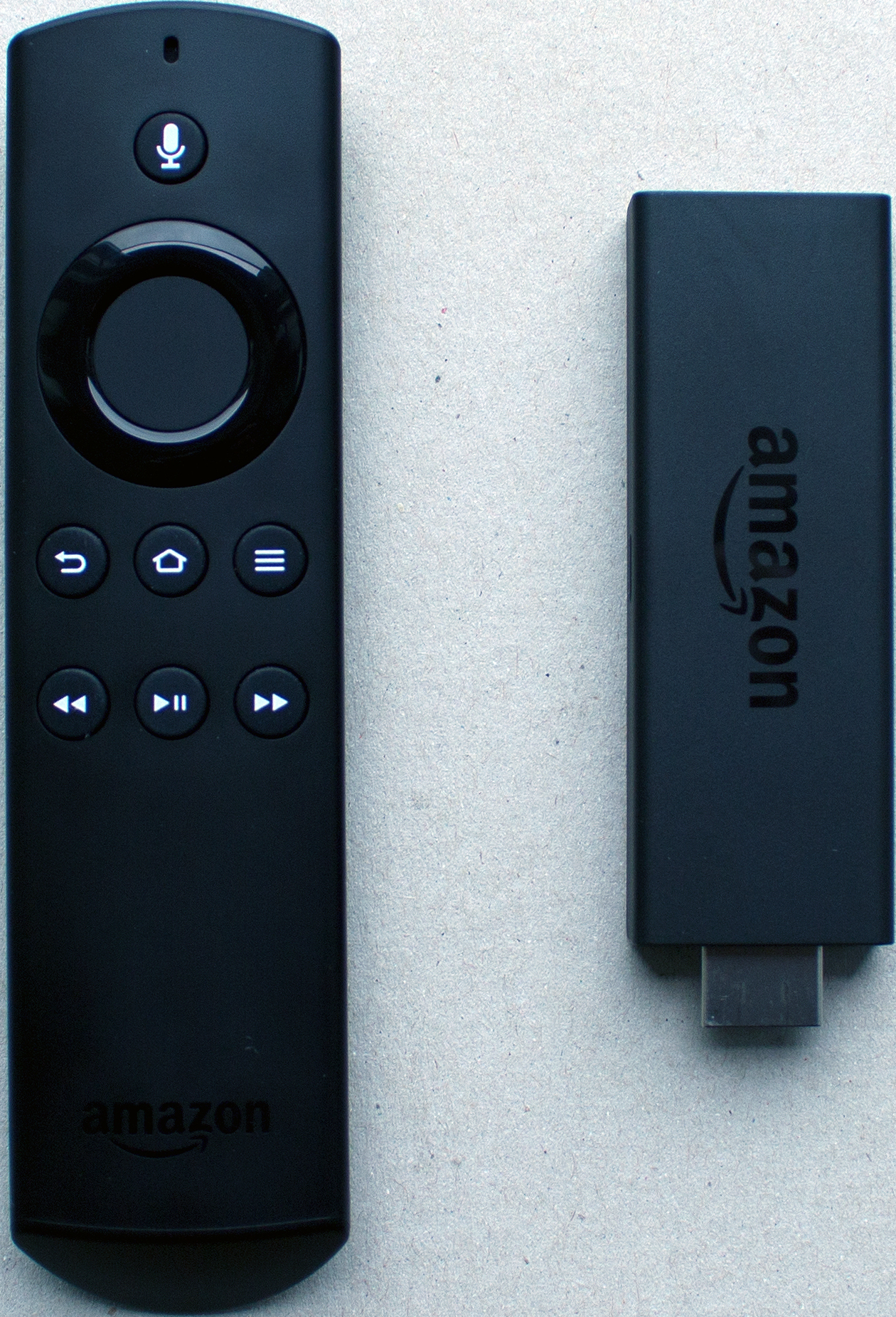
La Fire TV de 2016 (Génération) + la télécommande Alexa.

Créée en 2006, Amazon Video est la plate-forme de vidéo à la demande d'Amazon, disponible en ligne aux États-Unis, au Royaume-Uni, au Japon, en Autriche, en France et en Allemagne.
Amazon Studios a pour sa part produit plusieurs programmes originaux diffusés depuis 2013 sur Amazon Video devenu Prime Video[Quand ?].

### Amazon Lockers
Des consignes automatiques pour permettre de récupérer les produits commandés par Internet ont été déployées dans des centres commerciaux en France.
Fin 2015, Amazon implante des consignes automatiques à Levallois-Perret et Villeneuve d'Ascq après l'avoir fait, dans un premier temps, aux États-Unis et au Royaume-Uni.

### Fret
En mars 2016, Amazon signe un accord avec le loueur d'avions américain ATSG pour la location de vingt appareils Boeing 767 cargo sur une période de cinq à sept années. L'objectif est de diminuer sa dépendance aux entreprises de logistique FedEx et UPS.
Amazon a annoncé, le 25 juillet 2016, un accord avec le gouvernement britannique dans le but de mettre en place un projet de livraison de petits paquets par drones. Les trois autorisations principales obtenues sont de faire voler des drones qui ne sont plus à portée de vue de leur opérateur dans des zones rurales et suburbaines, de faire opérer par une seule personne plusieurs drones automatisés et de tester les performances de capteurs censés permettre aux appareils d'identifier et d'éviter des obstacles. Si le projet fonctionne, les paquets pourront être livrés en trente minutes partout dans le monde.
En décembre 2016, Amazon dépose un brevet pour la mise en place d’entrepôts volants suspendus par des zeppelins pour soutenir la livraison par drones.

### Amazon Go

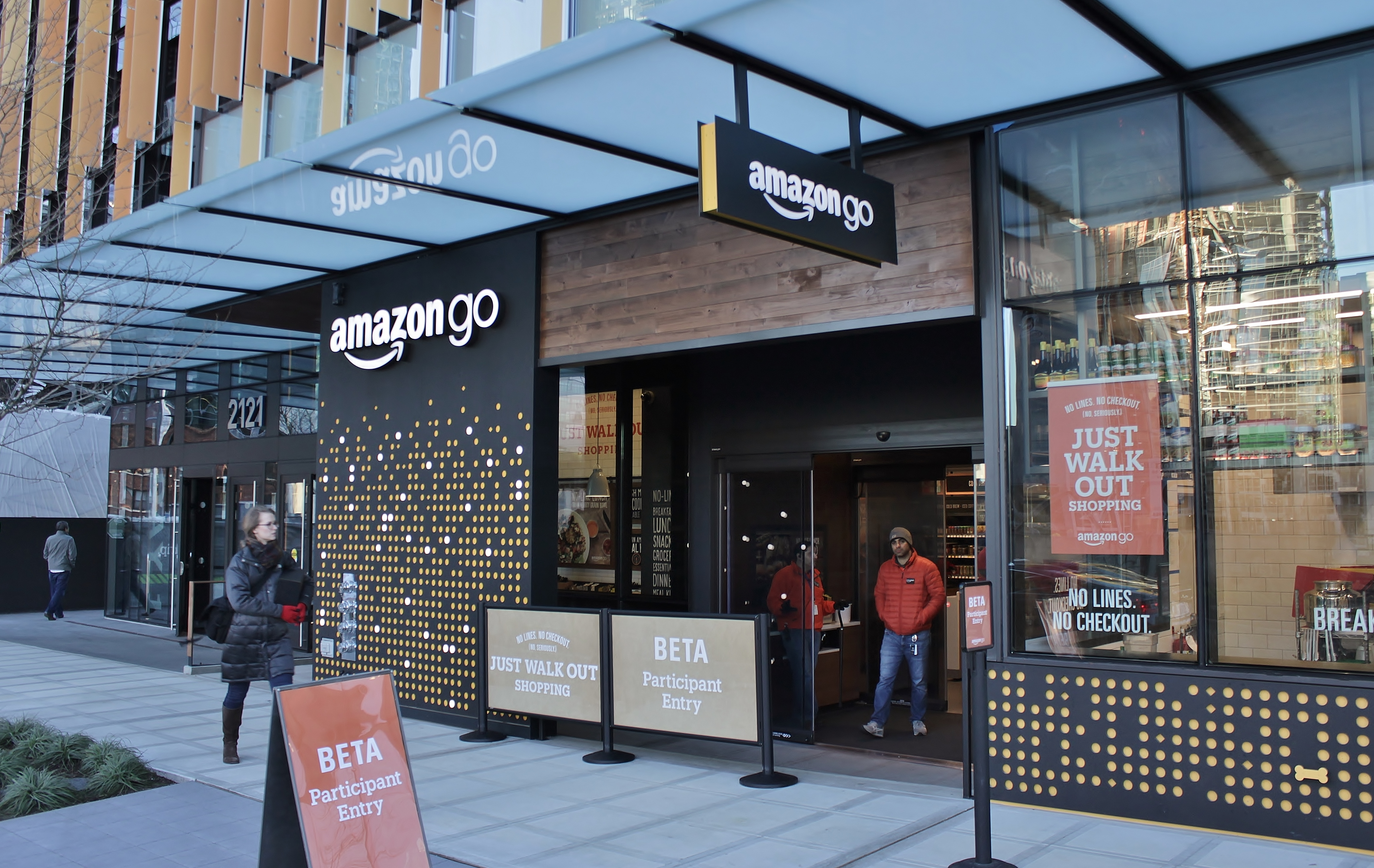
Le premier magasin Amazon Go à Seattle.

En décembre 2016, Amazon ouvre son premier supermarché alimentaire sans caisse, Amazon Go. Situé à Seattle, près du siège de l'entreprise, il reste en phase de test pendant près d'un an, réservé aux employés d'Amazon. En janvier 2018, le magasin est ouvert au grand public.
En juillet 2019, on compte 13 magasins Amazon Go aux États-Unis : quatre à Seattle et Chicago, trois à San Francisco et deux à New York.
En juillet 2020, Amazon dévoile son nouveau concept de chariot, « Dash Cart », destiné aux magasins Amazon Go et qui scanne automatiquement les articles dont il est rempli et évite le passage à la caisse.
En mars 2021, le groupe lance Amazon Fresh, un magasin calqué sur le modèle Amazon Go, sans caisse ni file d'attente, à Ealing, dans l'ouest de Londres, sur 230 m2. Il s'agit du tout premier point de vente automatisé ouvert par l'entreprise en dehors des États-Unis.

### Amazon Textiles
Amazon est présent dans les rayons textiles avec ses marques Goodthreads et Paris Sunday.

### Amazon Key
Amazon a lancé un service permettant de déverrouiller sa porte à distance et de regarder en direct celui ou celle qui entre au domicile. Le dispositif a été commercialisé sous l’appellation Amazon Key, qui est disponible dans 37 villes américaines. La société nourrit également d'autres ambitions dans le domaine du marché nouveau des maisons connectées, concurrençant directement Google et ses systèmes connectés Nest Hello. En mars 2018, Amazon rachète Ring, une start-up spécialisée dans les sonnettes connectées munies de caméra pour accélérer le développement de ces nouveaux objets.
Le système Amazon Key fait l'objet de préoccupations depuis que des recherches en cybersécurité ont montré sa non-infaillibilité,.

### Amazon Music
Amazon propose son service de musique en streaming Prime Music comme un moyen de générer des abonnements au service Prime.

### Amazon Halo
Amazon lance, en septembre 2020, un bracelet connecté qui analyse l'activité physique et les émotions.

### Amazon Care
Amazon care, « Amazon Santé » , Amazon care est lancé en Sept 2019 : télémédecine, télépharmacie, et vise la pathologie courante, les soins non programmés, la prévention la santé sexuelle, les questions générales. Restreint initialement aux employés (comme Amazon Go initialement), il s'ouvre au grand public en 2020, aux USA, Royaume-Uni.

### Astro
Le 28 septembre 2021, Amazon dévoile son prochain robot nommé Astro. Il permettra d'assister les foyers dans leur quotidien[pertinence contestée].

## Communication
Le logo de la société présente une double signification, : 
1. la flèche en forme de sourire a pour but de rendre le logo sympathique en symbolisant la satisfaction du client ;
2. cette même flèche relie le A au Z afin de symboliser l'étendue d'un choix le plus complet possible proposé par le site.

### Logo

Amazon

Internet
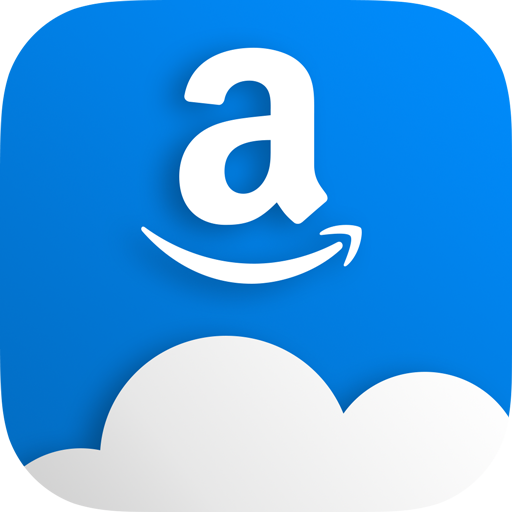
Icone d'Amazon Drive.
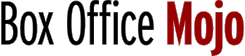
Logo de Boxofficemojo.com.
Logo d'Alexa.com.
Logo d'imdb.com.
Logo de Twitch.

### Activités de lobbying
Amazon est (ou a été, il l'était au moins en 2007-2008) l'un des financeurs du réseau de Think tank libertariens européen Stockholm Network, qui s'oppose à l'État-providence et promeut une doctrine économique de marché mondialisé, libre et dérégulé.

#### Aux États-Unis
Selon le Center for Responsive Politics, les dépenses de lobbying d'Amazon aux États-Unis s'élèvent, en 2017, à 13 millions de dollars. Ces dépenses connaissent une augmentation nette depuis 2011.

#### Auprès des institutions de l'Union européenne
Amazon Europe est inscrit, depuis 2015, au registre de transparence des représentants d'intérêts auprès de la Commission européenne. Il déclare, en 2017, pour cette activité des dépenses annuelles d'un montant compris entre 1 750 000 et 2 000 000 euros. En février 2024, les quatorze lobbyistes d'Amazon se voient privés de leur accréditation au Parlement européen.
En octobre 2024, Amazon réévalue le montant de ses dépenses annuelles à 5 millions € pour l'année 2024, à la suite de plaintes. Il a par ailleurs été demandé à Amazon de clarifier sa situation avec Centre for European Policy Studies (CEPS) et Center for European Reform (CER) alors que Telage et Leading Edge ont intégré Amazon à la liste de leurs clients.

#### En France
Pour 2017, Amazon France déclare à la Haute Autorité pour la transparence de la vie publique exercer des activités de lobbying en France pour un montant qui n'excède pas 200 000 euros.
Pour 2018, Amazon France déclare à la Haute Autorité pour la transparence de la vie publique exercer des activités de lobbying en France pour un montant qui n'excède pas 600 000 euros (en hausse par rapport à 2017).
Pour 2019, Amazon France déclare à la Haute Autorité pour la transparence de la vie publique exercer des activités de lobbying en France pour un montant qui n'excède pas 900 000 euros (en hausse par rapport à 2018).

### Campagnes publicitaires marquantes
En 2020, dans l'émission Un monde en docs, au cours du débat intitulé Amazon : monde d’avant… ou monde d’après ? suivant la diffusion du documentaire Le monde selon Amazon, le porte-parole d'Attac France Raphaël Pradeau dénonce le refus de la firme à participer au débat contradictoire alors que dans le même temps, elle utilise ses moyens colossaux dans la diffusion d'annonce publicitaire mensongère concernant la protection de ses salariés face à la Covid-19, et se présente uniquement dans des médias sans contradicteurs.

## Pratiques sociales

### Conditions de travail
Des enquêtes de journalistes dénoncent régulièrement les conditions de travail extrêmes imposées aux salariés, conditions qualifiées de « darwiniennes », faites pour écraser et briser les employés les plus faibles,. Les employés les plus efficaces sont désignés par l'appellation prétendument méritoire d'« Amabot », mais qui est une contraction d'Amazon et de robot. Le journaliste Benoît Berthelot évoque, dans son livre, Le monde selon Amazon, un « flicage des salariés et des clients », des « livreurs sous-payés et exploités ».
En décembre 2008, Amazon UK, qui opère dans quatre grands entrepôts en Grande-Bretagne, est sévèrement critiquée pour les conditions de travail qu'elle impose à ses travailleurs dans l'un de ses entrepôts pendant la période des fêtes de fin d'année,.
Amazon France connaît aussi ces conditions. En février 2013, les journalistes Diana Löbl et Peter Onneken publient un reportage dénonçant les conditions de travail dégradantes pour les employés temporaires étrangers d'Amazon à Bad Hersfeld en Allemagne, également pendant les fêtes de fin d'année. En mai 2013, le journaliste Jean-Baptiste Malet publie, chez Fayard, l'ouvrage En Amazonie : Infiltré dans le « meilleur des mondes », une enquête sur Amazon France,,. Pour découvrir les coulisses d'Amazon, il s'est fait embaucher comme intérimaire dans le centre logistique de Montélimar, en équipe de nuit. Le récit, « édifiant » selon Le Nouvel Observateur, décrit les conditions de travail des nombreux intérimaires travaillant pour Amazon, ces « nouveaux prolétaires dont nous créons tous les jours les jobs, à coups de clics ». Il pointe notamment du doigt la grande proportion d'emplois précaires, les cadences éprouvantes, de mauvaises conditions de travail masquées par un paternalisme réinventé,. Étendant son enquête à l'Allemagne, il aborde à nouveau la question dans un article du Monde diplomatique publié en novembre 2013.
À la suite des polémiques concernant les conditions de travail de ses employés, Amazon prépare, en août 2016, un programme à petite échelle pour expérimenter le travail à temps partiel d'équipes entières avec des semaines de 30 heures de travail.
Le site américain The Verge révèle, en avril 2019, qu'Amazon a mis en place un système automatisé de licenciement. Celui-ci analyse la productivité des employés des entrepôts où les colis sont assemblés et organisés. Il génère automatiquement des avertissements et des avis de fin d'emploi pour les employés n’atteignant pas les quotas.
Durant la crise de la Covid-19 de 2020, il est reproché au groupe de ne pas offrir à ses salariés une protection suffisante face aux risques de contamination. En France, la justice est saisie par le syndicat SUD afin de limiter durant le confinement les activités du distributeur aux produits de première nécessité.
Le journal l'Humanité publie en janvier 2021 une étude sur les conditions de travail au sein de l'entreprise en France. Ces informations, que la direction a refusé de transmettre aux représentants du personnel, témoignent de pratique d'encadrement en contradiction avec la communication de l'entreprise : recours important à des intérimaires, augmentation des contrats précaires, rotation de l'emploi de 50 % sur deux ans, nombreux accidents du travail avec une forte proportion de tentatives de dissimulation concentrée dans les contrats les plus précaires.
En janvier 2024, Amazon France Logistique, la filiale française chargée des entrepôts logistiques français, est condamnée par la CNIL à une amende de 32 millions d'euros (3% du chiffre d'affaires) pour « mis en place un système de surveillance de l'activité et des performances des salariés excessivement intrusif ». En effet, chaque coup de scanner d'un employé est monitoré et enregistré. L'employé doit justifier de chaque intervalle entre deux coups de scanner de plus de 10 minutes, mettant  une pression importante sur les salariés.

### Pratiques antisyndicales
Amazon est connu pour sa longue tradition antisyndicale, quel que soit le pays dans lequel elle est implantée, ce que reconnaît la multinationale : « Nous ne pensons pas que les syndicats soient bénéfiques à nos clients, nos actionnaires et nos partenaires ». En France, elle n’avait, ainsi, pas hésité à s'introduire dans des locaux de la Confédération générale du travail (CGT) pour y confisquer des ordinateurs et en effacer le contenu.
En septembre 2018, le magazine en ligne américain Gizmodo a révélé l'existence d'une vidéo interne destinée aux cadres de Whole Foods Market (filiale d'Amazon depuis 2017) afin de les former à prévenir et enrayer toute création ou action de syndicats dans l’entreprise. La vidéo explique comment repérer les signes qui annoncent des actions syndicales : « Si vos employés commencent à parler de « salaires décents » ou de « représentant », s’ils passent du temps ensemble alors que ce n’était pas dans leurs habitudes, s’ils souhaitent avoir accès à la liste du personnel, ou bien encore s’ils s’intéressent trop à la vie de l’entreprise, alors vous avez là des signes annonciateurs d’une organisation des travailleurs à laquelle il faut rapidement répondre : vous pouvez leur dire que vous préférez « les rapports directs avec vos employés » (sans en passer par un syndicat) ou, de manière plus forte, leur dire que « les syndicats sont des rats menteurs et trompeurs ». Dans les deux cas, la loi vous protège ! » conseille la vidéo.
La multinationale a recruté d'anciens membres du renseignement militaire américain notamment afin d'espionner les activités syndicales. En France, ces agissements ont visé la CGT, le mouvement des Gilets Jaunes ou encore des ONG comme Greenpeace. Les agents de renseignement d’Amazon répertorient notamment les dates, les lieux et le nombre de participants aux réunions syndicales, ainsi que les actions précises réalisées par les syndicats aux abords des entrepôts. En outre, ils utiliseraient de faux profils sur les réseaux sociaux pour épier des salariés afin de connaître leur vie privée.

### Tentatives échouée et réussie de création de syndicat
En 2021, des salariés du centre de tri de Bessemer en Alabama font une tentative de créer une antenne syndicale au sein de l'entreprise qui se solde par un échec. Lors de cette campagne, un message Twitter fait couler beaucoup d’encre : Amazon y affiche un dédain outrancier à l’égard des employés qui ne peuvent pas faire de pause pour aller aux toilettes et sont contraints d’uriner dans des bouteilles. De plus, le National Labor Relations Board (NLRB), l’agence gouvernementale de l’inspection du travail chargée de conduire les élections syndicales, estime qu’Amazon fait preuve d’un « mépris flagrant du droit ». Il ordonne un nouveau scrutin dont le résultat est cependant négatif.
Inspirés par cette expérience, deux trentenaires, Derrick Palmer et Chris Smalls, du seul entrepôt de New York, JFK8, cherchent à créer un syndicat local après avoir été licenciés en mars 2020 pour avoir dénoncé les conditions sanitaires liées à la crise du COVID 19. Ils subissent les attaques disproportionnées de l'entreprise : un financement participatif récolte 120 000 dollars pour leur permettre de financer leur campagne alors que dans le même temps, Amazon débourse plus de 4,3 millions de dollars uniquement pour consulter des spécialistes de la lutte anti-syndicale à travers le pays. Leur pétition visant à permettre la création d'un syndicat est déboutée par le NLRB. Cependant, une décision de justice du mois de décembre 2021 permet aux salariés de pouvoir se réunir dans les locaux d'Amazon afin de s'organiser. En représailles, Christian Smalls est arrêté en février 2022 dans ces mêmes locaux. Leur campagne visant à décider de la création du syndicat se met tout de même en place en mars ; et le 1er avril 2022, malgré une forte mobilisation de la part d'Amazon pour le « non », le « oui » le remporte à 2 654 voix contre 2 131. L'organisation, qui se nomme Amazon Labor Union, est alors la première mobilisation syndicale d’un entrepôt Amazon aux États-Unis, et l'une des victoires syndicales les plus marquantes depuis une génération. À l'issue du vote, le Président des États-Unis Joe Biden déclare se féliciter de cette nouvelle et être heureux que des salariés s'assurent d'être entendus pour les décisions importantes qui les concernent,. Amazon déclare de son côté contester le scrutin en justice.

### Tornade de décembre 2021

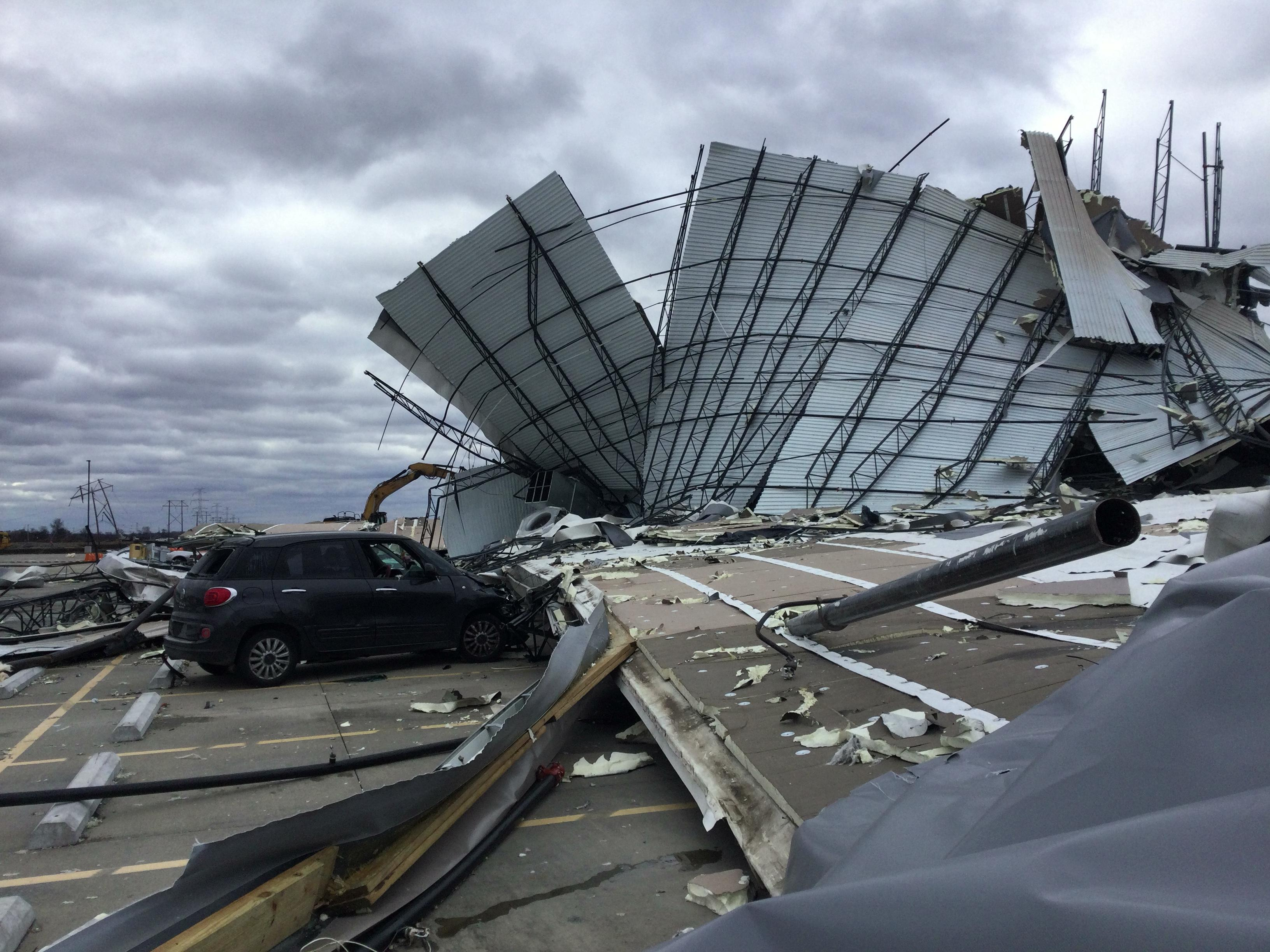
Dommages laissés par la tornade EF3 qui a touché l'entrepôt d'Amazon et des lignes à haute tension entre Pontoon Beach et Edwardsville.

Six salariés d'Amazon trouvent la mort au passage d'une tornade qui a détruit un atelier dans l'Illinois. Du fait de l'alerte météorologique, le site aurait dû être évacué pour raisons de sécurité.

### Vague de licenciements de 2022
En novembre 2022, l'entreprise annonce 10 000 licenciements parmi ses salariés de bureau.

### Accidents du travail en 2023 aux États-Unis
Le rapport 2023 du National Employment Law Project, montre que le taux d'accidents du travail aux États-Unis est plus important chez Amazon que chez les autres logisticiens. Amazon tient à souligner que le taux d'accidents du travail s'est amélioré depuis 2019. Selon  l'Occupational Safety and Health Administration, Amazon interprète à sa convenance les chiffres et les taux d'accidents du travail pour les entrepôts de plus de 1000 salariés sont plus importants chez Amazon que pour les autres sociétés d'entreposage.

## Questions fiscales et concurrentielles
En 2019, Amazon héberge une fraude massive à la TVA française, les revendeurs dont elle revend les produits n'étant pas tous inscrits au paiement de la TVA d'un montant de 20 % environ. En 2021, la TVA devra être payée par Amazon, en conformité avec la loi française issue d'une directive européenne.
En novembre 2020, la Commission européenne soupçonne Amazon d'avoir enfreint les règles de l'Union européenne en faussant les principes de concurrence sur les marchés en ligne. La Commission soupçonne également Amazon d'attribuer un traitement de faveur pour les offres et les vendeurs qui utilisent ses services de livraison et de stockage.
Le 17 novembre 2020, une pétition a été lancée réclamant un « Noël sans Amazon », visant à freiner le développement du géant du numérique dans l'hexagone. Les signataires de la pétition dont François Morel, François Ruffin, Anne Hidalgo, ainsi que plusieurs personnalités du monde des associations et de la culture, réclament la mise en place de lois visant à mettre fin aux pratiques de la concurrence déloyale et de l'injustice fiscale entre les commerces de proximité et les mastodontes du numérique.
En octobre 2021, l'agence Reuters révèle qu'Amazon a modifié l'algorithme de son moteur de recherche interne en Inde, afin que les produits AmazonBasics apparaissent systématiquement en tête, devant les produits locaux,,.

### Soupçons de fraude fiscale
En Grande-Bretagne, Amazon est sous le feu des projecteurs en étant suspecté de ne pas payer les impôts à hauteur de son chiffre d'affaires : « Par un complexe montage financier, amazon.co.uk verse ainsi des droits de propriété intellectuelle à Amazon EU SARL, Amazon n'est imposé que de 2,4 % sur ses bénéfices réalisés en Grande-Bretagne, quand la taxe sur les bénéfices des entreprises était de 26 % dans le pays en 2011 ».
Amazon connaît le même problème en France. Dans un entretien au Républicain lorrain, l'ancien ministre de la Culture, Aurélie Filippetti, accuse Amazon de ne pas payer d'impôt à la hauteur du chiffre d'affaires réalisé en France. Le ministre juge ces pratiques « destructrices d'emploi, destructrices de culture, destructrices de lien social, parce que faire mourir les petites librairies dans les centres-villes, c'est une catastrophe ».
Le 4 juillet 2014, le Financial Times annonce que la Commission européenne a envoyé une demande d'information au Grand-Duché de Luxembourg, où se trouve le siège européen d'Amazon. L'objectif est de vérifier si l'impôt sur les sociétés qui est appliqué à Amazon est bien conforme aux règles européennes en matière de concurrence. À la fin du mois de mai 2015, la société annonce déclarer à partir de ce mois ses revenus au Royaume-Uni, en Allemagne, en Espagne et en Italie ; elle affirme aussi, sans donner de date précise, travailler à les déclarer en France, pays où elle ne s'est acquittée que de 3,3 millions d’euros d’impôt en 2011 pour un chiffre d'affaires estimé entre 1,5 et 2 milliards de dollars.
Dans son analyse globale de la façon dont Amazon a acquis une position dominante, l'avocat Lina Khan relève les avantages fiscaux que cette société a réussi à obtenir, et les optimisations, avec un impact significatif sur ses comptes. Selon cet avocat, la société Amazon fausse ainsi le jeu de la concurrence,.
En octobre 2017, Amazon est condamné par la Commission européenne : accusée d'avoir bénéficié d'un avantage fiscal de 250 millions d'euros de la part du Luxembourg, la société est condamnée à rembourser cette somme, mais la demande contestée par le groupe Amazon et le Luxembourg, qui avait introduit un recours contre la décision auprès de la Cour de justice de l’Union européenne. Le 12 mai 2021, la Cour conclut que les preuves apportées par la Commission ne sont pas suffisantes pour confondre Amazon,.
En novembre 2020, la question du taux de l'impôt sur les sociétés payé par Amazon France reste opaque. En effet, son directeur général, Frédéric Duval, met en avant les 230 millions d'euros d'impôts déclarés en 2019, amalgamant, de manière « spécieuse » selon France Culture, impôt sur la valeur ajoutée, cotisations patronales, impôts locaux et impôt sur les sociétés.
En 2020, Amazon a réalisé un chiffre d'affaires de 44 milliards d'euros en Europe, mais n'a payé aucun impôt sur les sociétés du fait d'un déficit déclaré de 1,2 milliard d'euros.

### Différend avec le fisc français
En 2012, le ministère des Finances français annonce à Amazon France un redressement en arriérés d’impôts et en pénalités portant sur les années allant de 2006 à 2010.
Ce redressement fiscal s’élève à près de 252 millions d'euros.
Dans un premier temps, la direction d’Amazon a d’abord contesté vigoureusement cette décision et l’estimation de l’administration fiscale française. Elle a également fait part de son intention de la contredire et de « faire appel à tous les recours administratifs à sa disposition ». Les dirigeants de la firme américaine ont également justifié leur mécontentement en arguant du fait que ses activités commerciales en France étaient pilotées depuis le Luxembourg, où se trouve son siège européen (la fiscalité du Grand-Duché étant plus avantageuse que dans l’Hexagone).
Par la suite, en février 2018, la presse française annonce que le géant américain a trouvé un accord avec Bercy (le ministère des Finances),.

### Accusation de dumping et de contrefaçon
Le 8 janvier 2014, le Sénat français a adopté une proposition de loi visant à encadrer les conditions de la vente à distance des livres. Cette mesure porte notamment sur une interdiction du port gratuit pour les livres, afin de ne pas léser les librairies indépendantes.
En juillet 2014, Amazon a trouvé une solution pour contourner la loi en proposant des livraisons à un centime d'euro.
Amazon est également accusé de profiter de sa position dominante pour indiquer comme « non disponibles » des ouvrages dont l'éditeur s'est refusé à lui consentir la distribution, accréditant ainsi dans l'esprit du public l'idée erronée que ces livres sont épuisés ou introuvables.
Par ailleurs, l'enquête de Reuters d'octobre 2021 révèle qu'au moins en Inde, certains produits très populaires d'Amazon sont tous des contrefaçons de produits populaires indiens, dont le succès a été repéré grâce à la base de données interne de l'entreprise, afin que cette dernière lance sa propre gamme à plus bas prix,,.
En décembre 2021, les autorités de la concurrence condamnent Amazon à une amende de 1,1 milliard d'euros, pour abus de position dominante, pour avoir discriminé sur son site les vendeurs qui n'utilisaient pas ses activités logistiques.

### Destruction du commerce de détail
En août 2017, Donald Trump s'en prend à Amazon, dont le propriétaire Jeff Bezos a pris position contre lui dès le début de sa campagne présidentielle. Trump accuse Amazon de causer « beaucoup de tort aux petits détaillants qui paient des impôts ». L'entreprise perd alors 1,2 % de sa valeur en Bourse, soit 5,7 milliards de dollars, et doit attendre plusieurs heures avant de retrouver sa valeur initiale.
Un rapport produit en novembre 2019 par ATTAC et Les Amis de la Terre confirme le constat de Mounir Mahjoubi : pour un emploi créé par l’entreprise, deux emplois du commerce de détail sont détruits.
En décembre 2021, l'Assemblée nationale vote une loi visant à augmenter les prix de vente des livres sur Amazon afin de favoriser les libraires.

## Relations commerciales avec les fournisseurs

### Bonnier
En 2014, 1 188 écrivains allemands ont signé une pétition critiquant les méthodes utilisées par Amazon à l'encontre de leur éditeur scandinave Bonnier. Les écrivains, dont Elfriede Jelinek, prix Nobel de littérature 2004, accusent Amazon de boycotter leur maison d'édition en raison d'une mésentente sur les conditions commerciales.

### Procès Amazon contre SLF
En novembre 2007, un procès s'ouvre entre le Syndicat de la librairie française et Amazon France au sujet des frais de port offerts par ce dernier. Amazon envoie alors une lettre à ses clients, dénonçant le procès et demandant aux internautes d'envoyer une multitude de courriels à la SLF afin de défendre la gratuité des frais de port, pratique parfois appelée « bombardement de messagerie » (« email bombing », en anglais). En réaction à cette lettre et à la pétition mise en place sur le site Amazon.fr, la structure Lekti-ecriture.com lance, en février 2008, un « Appel pour le livre » afin de demander aux hommes politiques de renforcer la loi sur le prix unique du livre, en l’adaptant au numérique pour éviter son contournement par les sites Internet de vente en ligne et de faire respecter la décision de justice condamnant un site Internet de vente de livres .
Entre-temps, au début du mois de décembre 2007, la société est condamnée à l'issue de ce procès pour non-respect de la loi relative au prix du livre à 100 000 € de dommages et intérêts et à une astreinte de 1 000 € par jour jusqu'à modification de ses Conditions générales de vente.
Néanmoins, la Cour de cassation estime, le 6 mai 2008, dans une autre affaire similaire concernant Alapage, que « la prise en charge par le vendeur du coût afférent à l’exécution de son obligation de délivrance du produit vendu ne constitue pas une prime au sens des dispositions du code de la consommation », rendant ainsi la gratuité des frais de port possible[source insuffisante].

### Procès Amazon/État français
Le 18 décembre 2017, le ministre de l'Économie Bruno Le Maire assigne Amazon devant le tribunal de commerce de Paris, réclamant une amende de dix millions d'euros pour des pratiques abusives du groupe nord-américain envers ses fournisseurs français.

### Recours collectif canadien
Au Canada, dès le début de janvier 2018, le Groupe de droit des consommateurs entreprend une action collective contre Amazon, pour taxe de vente invalide. Selon le recours collectif, Amazon aurait appliqué les frais de taxes provinciales et fédérales sur des produits normalement exempts de ces taxes. Amazon a aussitôt entrepris de corriger les prix fautifs des articles concernés sur son site et a promis de dédommager tout consommateur affecté.

## Polémiques diverses

### Ventes d'ouvrages extrémistes
Des historiens et historiennes comme Fabrice d'Almeida ou Stephanie Courouble Share accusent Amazon d'avoir laissé à la vente des œuvres antisémites et négationnistes (dont des textes de Maurice Bardèche, Paul Rassinier, Robert Faurisson, Carlo Mattogno, et David Hoggan (en)) et de servir à leur propagande dans les commentaires des livres.
En 2013, The Kernel révèle la présence en vente libre de nombreux livres fascistes, antisémites et appelant à la suprématie de la race blanche,. En 2017, le Sunday Times a découvert dans le catalogue d'Amazon.co.uk une douzaine d'ouvrages affirmant que la Shoah a été exagérée, voire complètement inventée, avant d'être retirés de la vente.
En France, Amazon est critiqué pour vendre ou avoir vendu l'ouvrage Les Protocoles des Sages de Sion sous l'intitulé Le péril juif, et différentes versions de la théorie du grand remplacement de Renaud Camus, pour avoir permis au site d'extrême droite Fdesouche d'intégrer des publicités pour des articles en contrepartie d'une commission, ou encore pour avoir fait de la publicité sur un site « administré par le militant néo-nazi condamné Boris Le Lay ». Cette position, selon l'organisation Sleeping Giants, est un « financement intéressant pour les sites de la fachosphère. Il y a une grande opacité derrière ces flux financiers, car il n'y a pas de comptabilité publique ».

### Environnement
Greenpeace cite, en 2017, Amazon parmi les grandes entreprises les moins respectueuses de l'environnement. L'ONG lui reproche de ne faire aucun effort pour réduire son impact environnemental et de ne dévoiler aucune statistique sur le recyclage de ses produits ou sur sa part d'énergie renouvelable.
Les services d'hébergement Web d'Amazon (AWS) auraient émis, en 2018, autant de gaz à effet de serre que le Portugal et, en 2019, son site de vente en ligne, autant de CO2 que la Bolivie soit respectivement 55,8 et 18,87 millions de tonnes,. En septembre de la même année, Jeff Bezos annonce que son entreprise s'engage à atteindre les objectifs de l'accord de Paris sur le climat avec dix ans d'avance.
Dénonçant l'ouverture de trois entrepôts géants en France, des activistes d'Action non-violente COP21, des Amis de la Terre et des membres des Gilets Jaunes ont bloqué le siège d'Amazon France et deux autres bâtiments à Lille et Toulouse, le 2 juillet 2019. Ils dénoncent la surproduction que génère Amazon et souhaitent empêcher l'implantation de ces nouveaux entrepôts en raison de leurs impacts environnementaux, mais aussi sociaux, notamment sur l'emploi local. Ils reprochent à l'entité de favoriser la surconsommation et d'abuser du transport par avion à cause notamment de sa flotte de cinquante avions-cargos dont le nombre devrait être porté à soixante-dix en 2021.
En avril 2021, l'entreprise annonce qu'elle poursuit sa croissance dans le marché de l'énergie renouvelable grâce à un investissement dans un projet d'énergie solaire en Alberta.
En novembre 2021, Amazon annonce vouloir arrêter l'utilisation de pochettes en plastique en France avant fin 2021.

### Destruction massive de produits invendus
En 2018, Amazon aurait détruit 3,2 millions de produits neufs en France, selon les estimations d’élus CGT. La cause de cette « destruction massive » serait la politique de stockage qui se résume, pour les vendeurs, à une alternative : récupérer la marchandise invendue ou la détruire. Or, les coûts de rapatriement de la marchandise dissuadent les vendeurs de le réaliser, préférant pour un faible coût la faire détruire par Amazon,.
Un reportage du journaliste Guillaume Cahour sur ce sujet est diffusé, en janvier 2019, dans l'émission Capital. Le journaliste s'est fait embaucher au sein d'un site d'Amazon France. Le reportage cite l'exemple de Chalon-sur-Saône où plus de 293 000 produits ont été jetés neufs ou presque, en l'espace de neuf mois.

### Amazon Prime
En 2020, 60 Millions de consommateurs alerte sur les abonnements involontaires lors validation d'une « livraison express » qui génère un engagement tacite au programme d'Amazon Prime, pour une période d'essai de 30 jours. Un service qui est, lui, bien payant, et qui se transforme en prescription annuelle de 49 euros. Les détails sur la souscription de cet abonnement payant à Amazon Prime n'apparaissent qu'à la deuxième étape de la commande, en petit caractères.
En septembre 2019, Amazon lance une version d'Amazon Prime pour étudiants intitulée Amazon Prime Student avec 90 jours d'essai qui, si non résiliés, se transforment en une prescription annuelle de 24 euros[réf. souhaitée].

### Vente de poupées pédophiles
En août 2020, des associations de protections des mineurs, dont l'association internationale des victimes de l’inceste, dénoncent la mise en vente de jouets pornographiques ressemblant à des enfants. L'intervention du secrétaire d'État français chargé de l'Enfance et des familles, Adrien Taquet, a contraint Amazon à retirer ces poupées de la vente. Un procès s'ouvre à Dieppe (France) en mai 2022.

### Vie privée et informations personnelles
La question des données personnelles vis-à-vis du shopping sur Internet inquiète depuis 2001. L'étude de Anthony D Miyazaki et Ana Fernandez démontre que la majorité des individus sont inquiets par rapport à la sécurité de leurs données personnelles lors de leurs achats en ligne. Ils soulignent également que cette inquiétude est légèrement plus faible chez les utilisateurs réguliers d'Internet. Néanmoins, la majorité des individus en 2001 utilisaent des sites en ligne pour faire des achats (et principalement Amazon) par nécessité: la facilité des achats prime donc sur le souci de la protection des données.
C'est grâce à cette confiance qu'Amazon a pu étendre son business et couvrir tous les domaines, de son site de streaming jusqu'aux commmandes de courses. Cependant, comme le montre l'étude d'Emily West en 2019, cette diversité d'offres permet également à Amazon de se procurer beaucoup de données sur ses consommateurs, personnalisant ainsi leurs paniers. Les données personnelles sont donc à la base du business model d'Amazon. West dénonce un "capitalisme de surveillance", qui devient normalisée. Les consommateurs deviennent dépendants du service permit par ce système.
En décembre 2020, Amazon est condamnée par la CNIL française à une amende de 35 millions d'euros pour avoir installé des cookies publicitaires sur les systèmes de ses utilisateurs sans avoir demandé leur consentement et sans les en avoir informé préalablement de façon suffisante. De telles pratiques sont notamment en contravention avec la directive européenne Privacy de 2002 (directive on privacy and electronic communications), et non seulement avec le RGPD, ce qui autorise la CNIL à traiter le dossier directement. Amazon affirme de son côté mettre à jour régulièrement son fonctionnement afin de respecter les différentes réglementations nationales et clame son désaccord avec la décision de la CNIL.
Certains produits Amazon posent également des problèmes vis-à-vis de la protection des données personnelles. Catherine Jackson et Orebaugh Angela démontrent dans leur papier qu'Amazon Echo stocke des enregistrements vocaux pour améliorer les performances d'Alexa, l'assistant IA maison. Ces enregistrements, qui violent l'intimité du foyer familial, peuvent être utilisés comme preuves lors de procès, tels que Arkansas vs. Bates aux États-Unis. Ainsi, le stockage de données personnelles par Amazon soulève des nouvelles problématiques.

### Abus de position dominante
Le 2 novembre 2023, la Federal trade commission a publié ses reproches à l'entreprise. Celle-ci l'accuse entre autres de contrôle illégal des prix ce qui représente un danger pour la compétitivité, en usant d'un algorithme qu'elle a développé nommé « Projet Nessie », de 2014 à 2019. L'entreprise a mis en sommeil ce projet, tout en envisageant son amélioration en 2020 et 2021. Cet algorithme lui permet selon elle de prédire si la concurrence peut suivre une augmentation de prix de la part d'Amazon pour anticiper et éviter une perte de clientèle. Cela aurait privé sa clientèle de prix plus abordables. L'entreprise avait par ailleurs conscience des limites légales de son algorithme, car elle aurait pris des précautions pour éviter que ces augmentations ne soient trop visibles.

### Pratiques déloyales
En Italie, Amazon a été condamnée à une peine d'amende de 10 millions d'euros pour ses pratiques jugées déloyales par l'ACGM (l'Autorité italienne de la concurrence). L'Autorité relève qu'en Italie l'option d'achat récurrent est une option cochée par défaut. L'autorité italienne note également que la livraison express est l'option choisie par défaut par Amazon dans la livraison des commandes.

### Documentaire
- L'irrésistible ascension d'Amazon. Réalisation : David Carr-Brown. Production : ARTE/RBB, Pumpernickel Films, 2018